# Jean-Paul Marat
(Jean-Paul Marat, Le catene della schiavitù)
Jean-Paul Marat, detto l'Amico del popolo (Boudry, 24 maggio 1743 – Parigi, 13 luglio 1793), è stato un politico, medico, giornalista e rivoluzionario francese, di origini sardo-svizzere, cittadino della Repubblica di Ginevra.
Dopo aver scritto diverse opere di argomento scientifico e politico-filosofico nell'ambito del tardo illuminismo, fu tra i protagonisti (con Danton, Saint-Just, Desmoulins e Robespierre) e ideologi - assieme a Sieyès - della rivoluzione francese, che egli sostenne con la sua attività giornalistica. Politicamente vicino ai Cordiglieri, fu deputato della Convenzione nazionale francese dal 20 settembre 1792 e, dal 5 aprile 1793, fu eletto presidente del Club dei Giacobini. Divenne un noto e ascoltato "tribuno", dalla retorica assai accesa, contro la monarchia francese e poi contro i rivoluzionari più moderati come Mirabeau, anch'egli grande oratore, e i Girondini che accusò dal 1790 di aver tradito la rivoluzione, chiedendo a gran voce la Repubblica.
Fu assassinato dalla filo-girondina Charlotte Corday, che lo riteneva il principale istigatore dei massacri di settembre, del colpo di Stato del 31 maggio 1793 e del nascente regime del Terrore dei Montagnardi, accoltellato mentre si trovava nella vasca da bagno per lenire una dolorosa malattia della pelle che lo affliggeva dal 1782. Dopo il colpo di Stato del 9 termidoro, le sue spoglie furono solennemente tumulate al Panthéon ma pochi mesi dopo furono rimosse e andarono perdute. Fu celebrato come martire della Repubblica dai giacobini e dal pittore Jacques-Louis David nel famoso quadro neoclassico La morte di Marat (1793), una delle immagini più iconiche della rivoluzione.

## Biografia

### La famiglia
Il padre, Jean Mara, nato Juan Salvador Mara, era un ex-frate sardo dell'Ordine di Santa Maria della Mercede, nato a Cagliari intorno al 1705, il quale, in seguito alla sua conversione alla fede calvinista, si rifugiò a Ginevra nel 1740, dove ottenne la cittadinanza, cambiò nome in Jean-Baptiste Mara o Jean Mara. Qui sposò la sedicenne svizzera Louise Cabrol, nata a Ginevra da un parrucchiere svizzero figlio di ugonotti francesi originari delle Cevenne. Trasferitosi poi con la famiglia a Boudry, Jean-Baptiste Marat esercitò l'attività di disegnatore di «indiane» nella locale manifattura di tessuti; poi, dal 1755, divenne insegnante di lingue a Neuchâtel, dove studiarono anche i suoi figli. Sarà Jean-Paul a modificare nel 1773 il cognome di famiglia in Marat. Il padre Jean ne spiegò il motivo: il figlio aggiunse una t per non essere confuso con un altro ramo dei Mara, residenti in Irlanda.

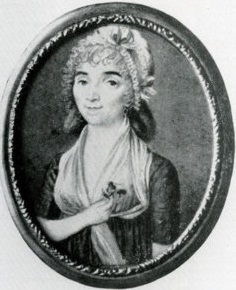
Albertine Marat, una delle sorelle minori

I due coniugi ebbero sette figli: Marianne (1741), Jean-Paul (1743), Henri (1745), Marie (1746), David (1756), Charlotte Albertine (1760) e Jean-Pierre (1767). Henri emigrò in Russia, sotto il nome di De Boudry, insegnando letteratura francese nel prestigioso liceo di Carskoe Selo, dove ebbe tra i suoi allievi Alexander Puškin, che di lui dirà che cercava di insegnare le idee del celebre fratello. Idee radicali condivise anche dagli altri fratelli: David partecipò ai moti democratici che scossero Neuchâtel dal 1776, e perdette un occhio durante una manifestazione; studiò poi teologia e divenne pastore, mentre Jean-Pierre, orologiaio a Ginevra, si fece notare per le sue idee politiche radicali e ospitò nella sua casa Filippo Buonarroti.
Quanto alle sorelle Marianne e Albertine, rimaste nubili, esse dimostrarono la loro devozione a Jean-Paul quando, subito dopo il suo assassinio, si trasferirono a Parigi e vissero insieme alla sua convivente, Simonne Evrard (o Simone).

### La giovinezza: i primi scritti (1760-1777)

#### In Inghilterra: «Le avventure del giovane conte Potowski»

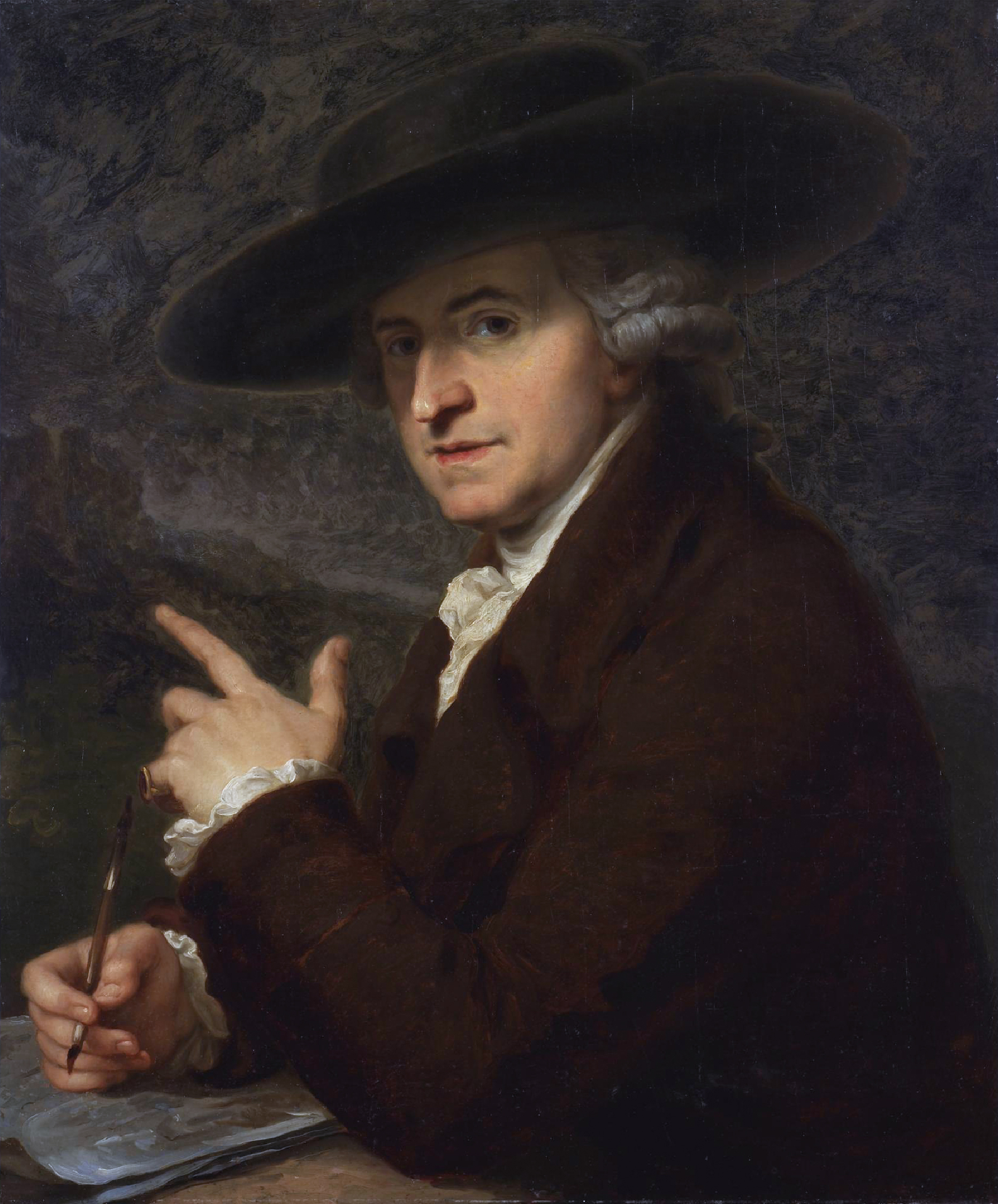
Kauffmann, Antonio Zucchi

Jean-Paul era un ragazzo vivace e intraprendente. Conclusi gli studi secondari, nel 1760 scrisse a Luigi XV offrendosi di partecipare alle spedizioni per Tobol'sk, in Siberia, organizzate dall'Académie des Sciences di Parigi, per osservare il passaggio del pianeta Venere dinnanzi al Sole - utile per calcolare la distanza tra la Terra e il Sole -, previsto nel 1761 e nel 1769.
Non ricevette nemmeno risposta e ripiegò su un impiego di precettore dei figli di Paul Nairac, armatore di Bordeaux e futuro deputato degli Stati generali. In realtà era un pretesto per allontanarsi da Boudry e pagarsi gli studi di medicina, ma già nel 1762 Marat lasciò l'Università di Bordeaux per quella di Parigi, mantenendosi con l'esercizio della professione medica - bastava allora essere studente di medicina - ma frequentando anche le biblioteche della capitale, occupandosi di scienza, di storia, di letteratura e iniziando a scrivere un romanzo, poi divenuto il saggio Les chaînes de l'esclavage (Le catene della schiavitù).
Nel 1765 lasciò improvvisamente la Francia per Londra, forse confidando nella superiore vivacità dell'ambiente scientifico inglese, nelle maggiori possibilità che quella società offriva ai giovani di buona volontà e forse anche perché ammirava ancora, nel solco del pensiero illuminista, la società e le istituzioni inglesi. Intanto, però, la scarsa clientela gli permetteva di condurre soltanto un'esistenza precaria, passata frequentando gli ambienti dell'emigrazione: qui conobbe anche due artisti italiani, il pittore veneziano Antonio Zucchi - che nel 1781 diventerà il marito della famosa pittrice Angelika Kauffmann, allora già in Inghilterra e frequentata anche da Marat - e l'architetto Giovanni Bonomi, i quali lo aiutarono più volte a superare le maggiori difficoltà. Continuò la scrittura del suo romanzo, ne iniziò un altro, Les aventures du jeune comte Potowski (Le avventure del giovane conte Potowski), scritto in forma epistolare e di quel genere filosofico caro agli illuministi, e mise mano a un Essai sur l'âme humaine (Saggio sull'anima umana).

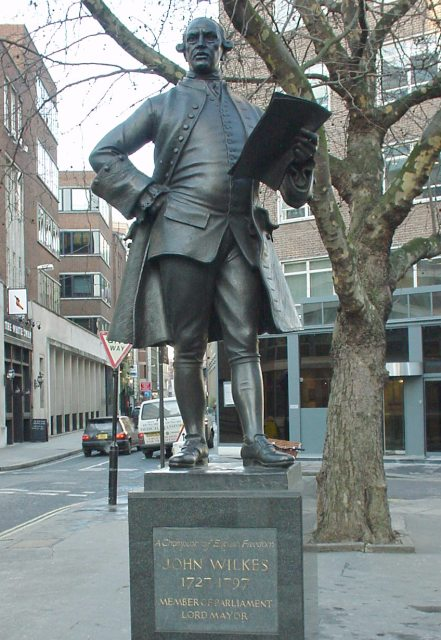
Londra: monumento a Wilkes

A Londra Marat venne subito preso dalla passione per la politica. Nel 1768 l'opinione pubblica seguiva con grande partecipazione le vicende politiche e giudiziarie di John Wilkes, un popolare riformatore inviso al re Giorgio III e al suo ministro George Grenville, finito in carcere per gli articoli polemici pubblicati nel suo giornale «North Briton». Marat assistette, il 10 maggio, alla sanguinosa repressione di una protesta popolare in suo favore svoltasi davanti al carcere di Saint George, ricevendone una forte impressione. Con tutto ciò, la libertà di espressione di cui godeva la stampa inglese non era nemmeno paragonabile con quella francese ed europea in genere, così come la possibilità di dibattere temi politici e civili nelle accese riunioni tenute nei club, alle quali partecipava anche Marat: un'altra esperienza di cui Marat farà tesoro al suo ritorno in Francia.
Nel 1770 riuscì a ottenere un impiego di medico veterinario a Newcastle e concluse il romanzo Les aventures du jeune comte Potowski che sarà pubblicato soltanto postumo, nel 1848, nel breve intermezzo della Seconda Repubblica francese. Il romanzo non ha valore letterario, ma può interessare lo storico perché in esso si trovano espresse le idee politiche del giovane Marat, prese da Montesquieu e da Rousseau, che non coincidono affatto con quelle degli enciclopedisti: in particolare, riferendosi a Caterina II, che «tiene al suo soldo penne mercenarie perché facciano le sue lodi», Marat sembra alludere a d'Alembert, a Diderot e a Voltaire, ammiratori della zarina. Marat non accetta il dispotismo illuminato caro a Voltaire; per lui i re non devono essere «sovrani», ma «soltanto gli amministratori delle entrate pubbliche: come scusarli quando se ne fanno proprietari e le dissipano in scandalose prodigalità?»; devono essere virtuosi, ma «sono i primi a traviare le donne e i loro sudditi»; dovrebbero governare in pace il loro popolo e «lo sacrificano ai loro desideri, al loro orgoglio, ai loro capricci»; devono essere ministri della legge e invece «se ne fanno padroni, non vogliono vedere nei loro sudditi niente altro che schiavi».
Nel romanzo si esamina in particolare la situazione della Polonia, ancora indipendente ma prossima ad essere spartita dagli «illuminati» sovrani Caterina II, Federico II e Maria Teresa: malgrado la Costituzione vigente, del resto «infame», in Polonia «il lavoro, la miseria e la fame spettano alla moltitudine, mentre l'abbondanza e le delizie spettano a una minoranza», in essa «non vi sono che tiranni e schiavi», causa dell'ozio dei pochi e della miseria dei molti, poiché «soltanto nella libertà e nell'agiatezza le capacità possono svilupparsi», diversamente gli uomini saranno «generalmente ignoranti e stupidi, e le scienze, le arti, il commercio non potranno fiorirvi».

#### «Dell'uomo»

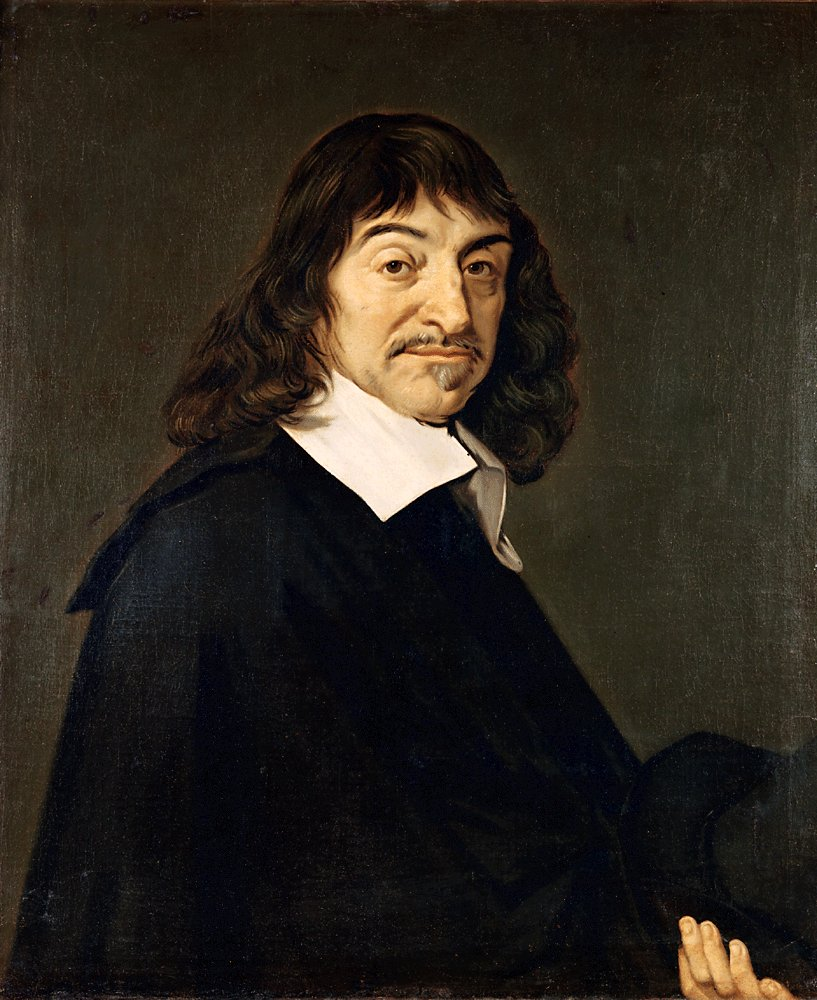
Frans Hals, Cartesio

Nel dicembre del 1772 Marat fece stampare, anonima, la traduzione inglese della prima parte del suo saggio sull'anima umana, An Essay on the Human Soul, che venne però stroncato dall'autorevole «Monthly Review» come «puerile ma promettente». Nel marzo successivo esce, ancora anonimo, il saggio completo A philosophical Essay on Man, being an attempt to investigate the Principles and Laws of the reciprocal Influence of the Soul and Body (Saggio filosofico sull'uomo, tentativo di indagare i principi e le leggi della reciproca influenza dell'anima e del corpo). Questa volta il saggio ebbe successo, e ricevette l'apprezzamento del «Monthly Review», del «Gentleman's Magazine» e del professore di Cambridge Collignon, mentre il conte Puškin, ambasciatore russo a Londra, sollecitato da un mentore di Marat, lord Lyttelton, gli offrì un gratificante impiego in Russia che tuttavia Marat rifiutò.
L'intento del suo scritto è la comprensione dell'uomo, in quanto unione di corpo e di spirito. Marat intende procedere dall'esperienza, diversamente da quel che altri hanno fatto: «hanno inventato dei sistemi, vi hanno spiegato i fenomeni e si sono sforzati di sottomettere la natura alle loro opinioni». Pur partito da questa critica alla metafisica cartesiana, egli accoglie di Cartesio proprio la concezione delle due sostanze, la res cogitans e la res extensa, per «svelare l'anima attraverso gli organi in cui essa è racchiusa, osservare l'influenza della sostanza materiale sulla sostanza pensante e quindi distinguere ciò che è proprio di essa da ciò che è soltanto un suo riflesso».

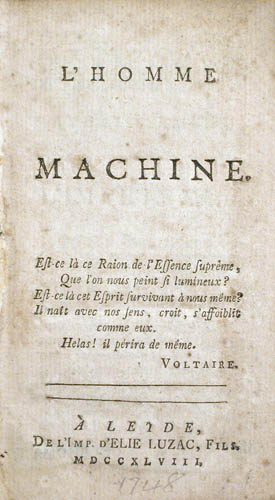
La Mettrie: L'homme machine

Concepito il corpo come «una macchina molto complicata», inizia a descriverla come «una macchina idraulica, costituita da canali e da fluidi», passando poi a considerarlo sotto diversi rapporti meccanici: «alla descrizione della macchina segue sempre la spiegazione del suo meccanismo».
Una volta stabilite - da anatomista - le funzioni del corpo, Marat ritiene che spetti al metafisico «porre le basi» dell'anima, per quanto non con ricerche «sottili e ridicole di cui tanti eruditi si sono vanamente occupati», ma con esami che abbiano la stessa evidenza delle osservazioni fisiche. Dopo aver esaminato separatamente le due sostanze del corpo e dell'anima, occorrerà «considerare queste due sostanze unite tra loro, per pervenire alla spiegazione dei meravigliosi fenomeni della loro reciproca influenza».
I rapporti reciproci tra anima e corpo sono tenuti, secondo Marat, mediante un fluido che ha la duplice natura di essere tanto un'essenza sottile - lo «spirito animale» - quanto un fluido gelatinoso, o «linfa nervosa». E come Cartesio si era posto il problema della sede dell'anima nel corpo, ipotizzandola nella ghiandola pineale, così Marat ipotizza che la sede dell'anima umana risieda nelle meningi, le membrane che rivestono il cervello e il sistema nervoso.
Lo scritto è dunque influenzato, per diversi motivi, tanto da Cartesio quanto dai due materialisti atei de La Mettrie e d'Holbach, e dal sensismo di Condillac: a David Hume, Pascal e Voltaire rimprovera i «pomposi sproloqui» con i quali hanno affrontato l'argomento e a Helvétius la mancanza di serie conoscenze di fisica e di anatomia.
Nel maggio del 1777 Voltaire pubblicò un articolo nel «Journal de politique et de littérature», prendendosi gioco di quel «genio tanto splendente» che pretendeva di aver «trovato la casa dell'anima». La replica di Marat non fu pubblicata da La Harpe, il volterriano responsabile della rivista - mentre Diderot, nei suoi Élements de physiologie, pubblicati soltanto un secolo dopo, pur avanzando riserve, ebbe parole di apprezzamento per lo scritto di Marat.

#### «Le catene della schiavitù»
(da Le catene della schiavitù)

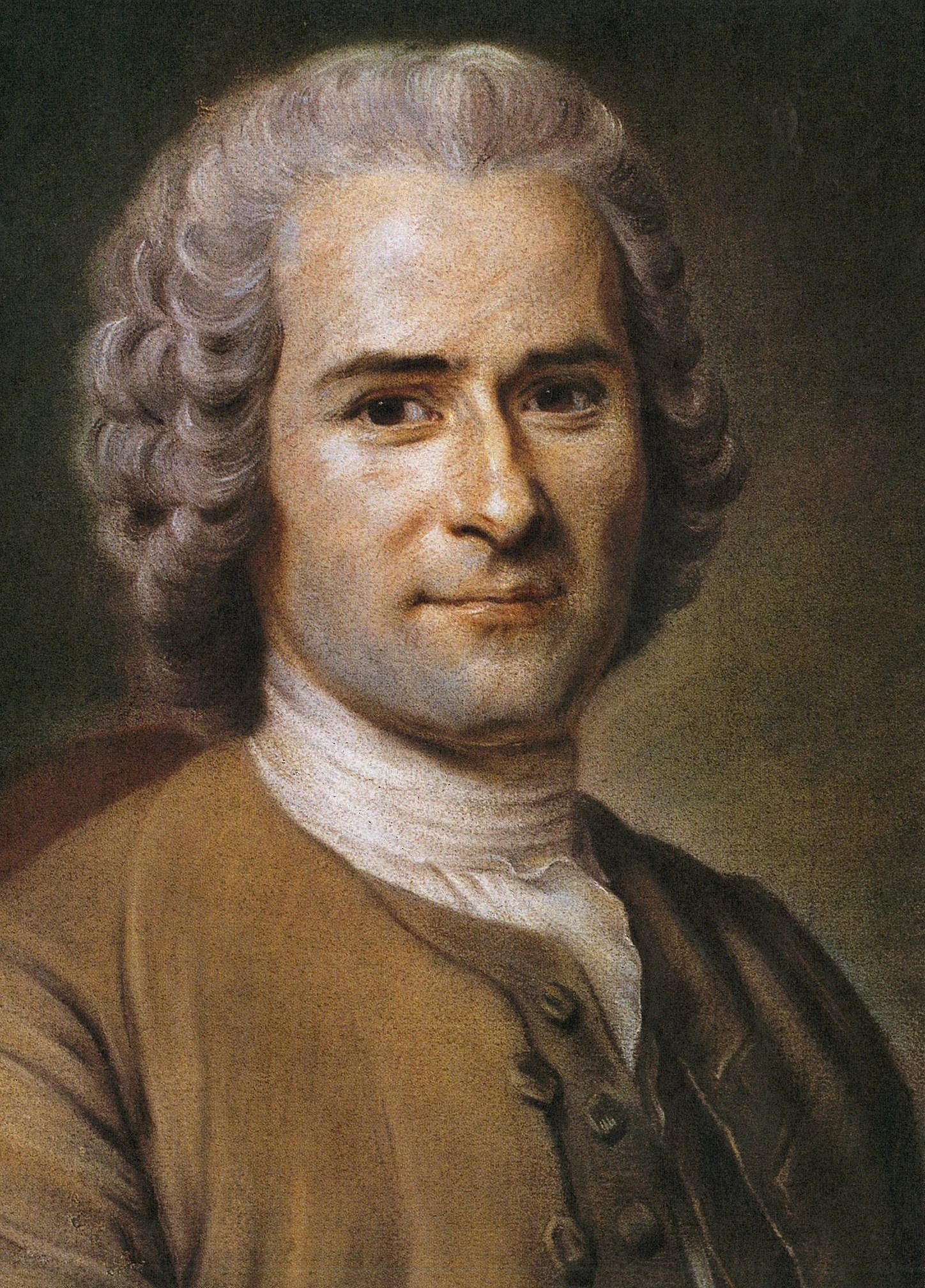
Quentin de La Tour, Rousseau

Con l'approssimarsi delle elezioni per il rinnovo del Parlamento, nel 1774 Marat intervenne anonimamente pubblicando dei Discorsi dove, scrivendo da inglese, attacca la Costituzione vigente che «porta l'impronta della servitù» perché consente di eleggere soltanto deputati provenienti «da un'unica classe», i possidenti, che non si preoccupano certamente del bene di tutti i cittadini. In maggio, pubblicò ancora un saggio, iniziato già dieci anni prima e ora adattato al pubblico inglese, A Work wherein the clandestine and villainous attempts of princes to ruin liberty are pointed out ("Opera in cui s'illustrano i sotterranei e scellerati tentativi dei prìncipi di cancellare la libertà") o The chains of slavery, che egli pubblicherà poi in francese col titolo più noto Les chaînes de l'esclavage ("Le catene della schiavitù").
L'opera ha un'ispirazione rousseauiana (all'epoca Rousseau era ancora in vita e attivo, seppur isolato dall'ambiente filosofico): Marat vede uno sviluppo in più fasi delle società. L'epoca dell'infanzia è quella in cui i popoli sono animati dal coraggio, dal disprezzo del dolore, dall'amore dell'indipendenza; nell'epoca della giovinezza si sviluppa il talento militare e uno «Stato formidabile all'esterno e tranquillo all'interno»; con la maturità si sviluppano «il commercio, le arti del lusso, le belle arti, le lettere, le scienze speculative, le raffinatezze del sapere, della cortesia, della mollezza». Da questo momento inizia la vecchiaia delle nazioni e il loro declino: «i popoli perdono insensibilmente l'amore per l'indipendenza [...] il piacere della mollezza li allontana dal tumulto degli affari [...] mentre una massa di nuovi bisogni li getta a poco a poco in una condizione di dipendenza da un padrone [...] tale è la loro discesa nella servitù, per il semplice volgersi degli eventi».
L'instaurazione del dispotismo avviene dapprima insensibilmente: «con la scusa di innovare, i principi gettano le basi del loro iniquo dominio». Il tempio della libertà non viene abbattuto brutalmente, ma minato cominciando con il «portare sordi attacchi ai diritti dei cittadini», avendo cura di nascondere l'odiosità dei provvedimenti, «alterando i fatti e dando bei nomi alle azioni più criminali». Apparentemente accettabili, queste prime riforme «nascondono conseguenze di cui dapprima non ci si avvede, ma di cui non si tarda ad approfittare, traendone i vantaggi previsti». Altre volte il principe, con il pretesto di risolvere crisi allarmanti da lui stesso preparate, «propone espedienti disastrosi che copre con il velo della necessità, dell'urgenza delle circostanze, dei tempi infausti. Egli vanta la purezza delle sue intenzioni, fa risuonare le grandi parole dell'amore del pubblico bene e proclama le attenzioni del suo amore paterno». Nessuno ha più la forza di opporsi, anche intuendo il «nascosto, sinistro disegno. E quando la trappola scatta, non c'è più il tempo di evitarla».
Una volta instaurato, il dispotismo si conserva opprimendo la libertà di stampa, utilizzando la religione - «tutte le religioni danno una mano al dispotismo, tuttavia non ne conosco nessuna che lo favorisca tanto quanto quella cristiana» - e l'esercito, che diviene un corpo separato dalla nazione, devoto al principe, i cui soldati, chiusi nelle caserme, sono allontanati dal consorzio dei cittadini e a loro «si ispira il disprezzo per ogni condizione diversa da quella militare [...] abituati a vivere lontani dal popolo, essi ne perdono lo spirito; abituati a disprezzare il cittadino, ben presto non chiedono che di opprimerlo».
Un'altra forza al servizio del dispotismo è l'insieme delle «compagnie di commercianti, di finanzieri, di traitants, di pubblicani, di accaparratori, di agenti di cambio, di speculatori di borsa, di affaristi, di esattori, di vampiri e di pubbliche sanguisughe». Secondo Marat "la dimensione del crimine è l'unica differenza tra un conquistatore e un brigante". Le stesse differenze sociali sono sfruttate a vantaggio del tiranno: «dalla classe degli indigenti egli trae quelle legioni di satelliti stipendiati che formano le armate di terra e di mare; quei nugoli di alguazil, di sbirri, di bargelli, di spie e di delatori assoldati per opprimere il popolo [...] dalla classe degli opulenti sono tratti gli ordini privilegiati, i titolari, i dignitari, i magistrati e anche i grandi funzionari della corona».
I regimi dispotici non sono tuttavia invincibili. Se la gran massa dei cittadini non può vigilare sulla propria libertà, occorre che nello Stato vi siano uomini «che seguano gli intrighi del governo, che svelino i suoi progetti ambiziosi, che gettino l'allarme [...] che scuotano la nazione dal letargo [...] che si curino d'indicare colui sul quale deve cadere l'indignazione pubblica». Guai al Paese «in cui il principe è potente e pieno d'iniziative, nel quale non vi siano né pubbliche discussioni, né effervescenza, né partiti»: queste occorrono, affinché «la libertà si veda uscire senza posa dai fuochi della sedizione».
Il libro ebbe scarso successo e Marat pensò di essere stato boicottato. Massone, il 15 luglio 1774 ricevette l'attestato di maestro come membro della loggia" King Head Jerrard Stree Soho", appartenente alla Grande Loggia massonica di Londra, una sua visita ad una loggia olandese è documentata e, anche se non pare aver frequentato delle logge francesi, è citato come membro della Loggia parigina "Les Neufs Soeurs", del Grande Oriente di Francia. Tornato in Inghilterra, pubblicò a Londra An Enquiry into the Nature, Cause and Cure of a singular Disease of the Eyes (Indagine sulla natura, la causa e la cura di una singolare malattia agli occhi), analizzando alcuni casi di innaturale presbiopia, a suo avviso provocati dall'uso improprio di cure mediche a base di mercurio, e An Essay on Gleets (Saggio sulla gonorrea), un testo ancor oggi apprezzabile, nel quale criticava il tradizionale metodo di cura del chirurgo francese Jacques Daran proponendo dei miglioramenti.
Grazie all'intercessione di alcuni suoi amici medici, il 30 giugno 1775 Marat ottenne la laurea di dottore in medicina dall'Università Saint-Andrew di Edimburgo. Ma restando precarie le sue condizioni economiche, decise di lasciare l'Inghilterra e il 10 aprile 1776 si stabilì a Parigi.

### Il ritorno a Parigi e l'attività politica e scientifica (1777-1789)

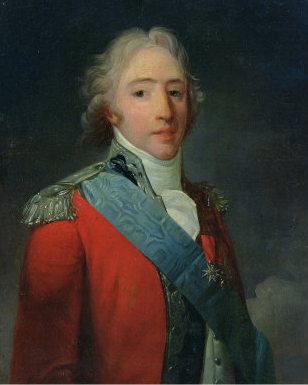
Il conte d'Artois, futuro Carlo X dopo la Rivoluzione

Per molti mesi la sua condizione di medico con pochi clienti non conobbe mutamenti, ma nel 1777 si ebbe la svolta nella sua carriera scientifica: la giovane marchesa Claire de Choiseul de l'Aubespine de Châteauneuf (1751-1794), da cinque anni affetta da una malattia - forse una polmonite - contro la quale tutti i medici si erano dimostrati impotenti, guarì grazie a un preparato di Marat, il quale si guadagnò la fama di «medico degli incurabili» e la riconoscenza amorosa della nobildonna che lo raccomandò a corte, dove il fratello del re, il conte d'Artois, il 24 giugno 1777 lo nominò medico delle sue guardie del corpo. Poté così lasciare la sua modesta abitazione di rue Coq-Héron e trasferirsi in un ampio appartamento di rue Bourgogne, vicino a quello della marchesa il cui marito Maximilien de Châteauneuf, del resto, gli era anch'egli molto riconoscente.
I suoi redditi aumentarono di colpo, in virtù dell'alto costo dei suoi onorari e delle vendite della sua «Eau factice antipulmonique» che fu però ritirata dal mercato dopo che, analizzata dall'abate Tessier, noto chimico parigino, si rivelò semplice acqua ricca di calcio. L'incidente non diminuì tuttavia il suo prestigio e la sua clientela e Marat, oltre a mantenere la relazione con la marchesa d'Aubespine e il suo incarico presso il conte d'Artois, continuò a dichiararsi nemico del dispotismo e a occuparsi di politica e di diritto. Quando un anonimo «amico dell'umanità» - sembra Federico II attraverso Voltaire - offrì il 15 febbraio, sulla Gazette de Berne, un premio di cinquanta luigi al miglior estensore di un nuovo progetto di legislazione penale, Marat si mise subito al lavoro.

#### Il «Piano di legislazione criminale»
(da Piano di legislazione criminale)
Il premio andrà all'Abhandlung von der Kriminalgesetzgebung dei due giuristi tedeschi Hans Ernst von Globig e Johann Georg Huster: tuttavia Marat fece stampare, anonimo e a sue spese, nel 1780, a Neuchâtel, il suo Plan de législation criminelle che, conosciuto a Parigi, venne subito censurato a tal punto che l'autore preferì mandare al macero le copie restanti. Il testo originale sarà nuovamente stampato a Parigi nel 1790.

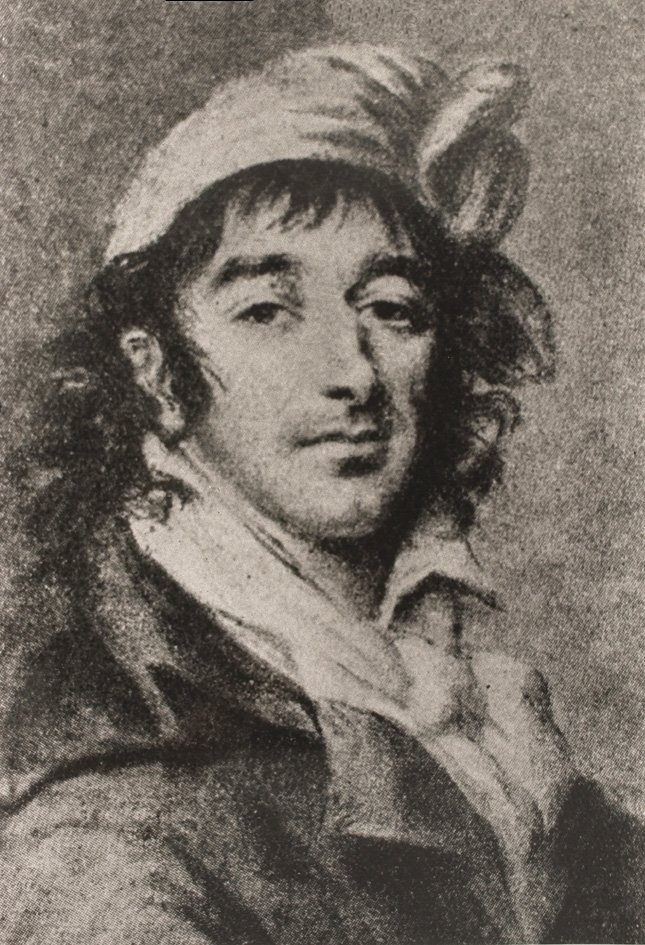
Il giovane Marat

Nel libro Marat faceva derivare ancora da Rousseau l'impianto della propria teoria sociale: «gli uomini si sono riuniti in società solo per il loro comune interesse», non per l'interesse di una loro parte, e in particolare «rinunciarono alla comunità primitiva dei beni per possederne come propria ciascuno una parte». Se pertanto avviene, per l'incuria dello Stato, che nel tempo le ricchezze si accumulino nelle mani di pochi, gli altri, ridotti in miseria, non sono tenuti più a rispettare le leggi sottoscritte: «se la società li abbandona, essi tornano allo stato di natura, sicché quando rivendicano con la forza diritti che hanno potuto alienare solo per assicurarsi vantaggi più grandi, ogni autorità che vi si opponga è tirannica e il giudice che li condanni a morte non è che un vile assassino». Lo Stato ha dunque il diritto di far rispettare le sue leggi solo dopo che abbia provveduto ad assicurare a ciascuno la libertà dal bisogno.
Un delitto comune come il furto presuppone il diritto di proprietà, e Marat si chiede da dove derivi questo diritto. Esclusa la legittimità di una proprietà derivante dal diritto del più forte e di quello del primo occupante, anche il diritto di testare viene a essere illegittimo, perché non si può trasmettere quello che non ci appartiene. Al coltivatore appartiene di diritto solo il frutto del proprio lavoro, ma in realtà non appartiene di diritto la terra, «che fu data in comune a tutti i suoi abitanti». Solo un'eguale ripartizione della terra sarebbe stata legittima, e solo su quella parte necessaria a garantire l'esistenza ciascuno potrebbe avanzare diritti: «ecco il fondamento legittimo di ogni proprietà tanto nello stato sociale quanto nello stato di natura».
Stabilito in questi limiti il diritto alla proprietà, gli altri diritti civili fondamentali sono la sicurezza personale contro ogni oppressione e la libertà individuale, «che racchiude il giusto esercizio di tutte le facoltà fisiche e morali». Marat non crede alla possibilità di un'eguaglianza assoluta fra tutti i cittadini, «che non c'è neanche in natura», essendo diverse in ciascuno la sensibilità, l'intelligenza, l'abilità, la forza, ma «non deve trovarsi altra disuguaglianza tra le ricchezze se non quella che risulta dall'ineguaglianza delle facoltà naturali», e la legge deve fissare limiti invalicabili.
In una società in cui le ricchezze - anche quando derivino dal lavoro e dalla capacità - non siano state limitate, lo Stato deve assicurare a chi ha poco o nulla il necessario per vivere, per curarsi e allevare i figli, ma non deve nulla «al fannullone che si rifiuti di lavorare». In una società dove le ricchezze sono fortemente ineguali e frutto «dell'intrigo, della ciarlataneria, delle malversazioni, delle vessazioni, delle rapine», esse vanno redistribuite tra i cittadini che mancano di tutto. E Marat ripete un concetto già espresso: «qualsiasi autorità vi si opponga è tirannica».

#### Le «Scoperte sul fuoco, l'elettricità e la luce»

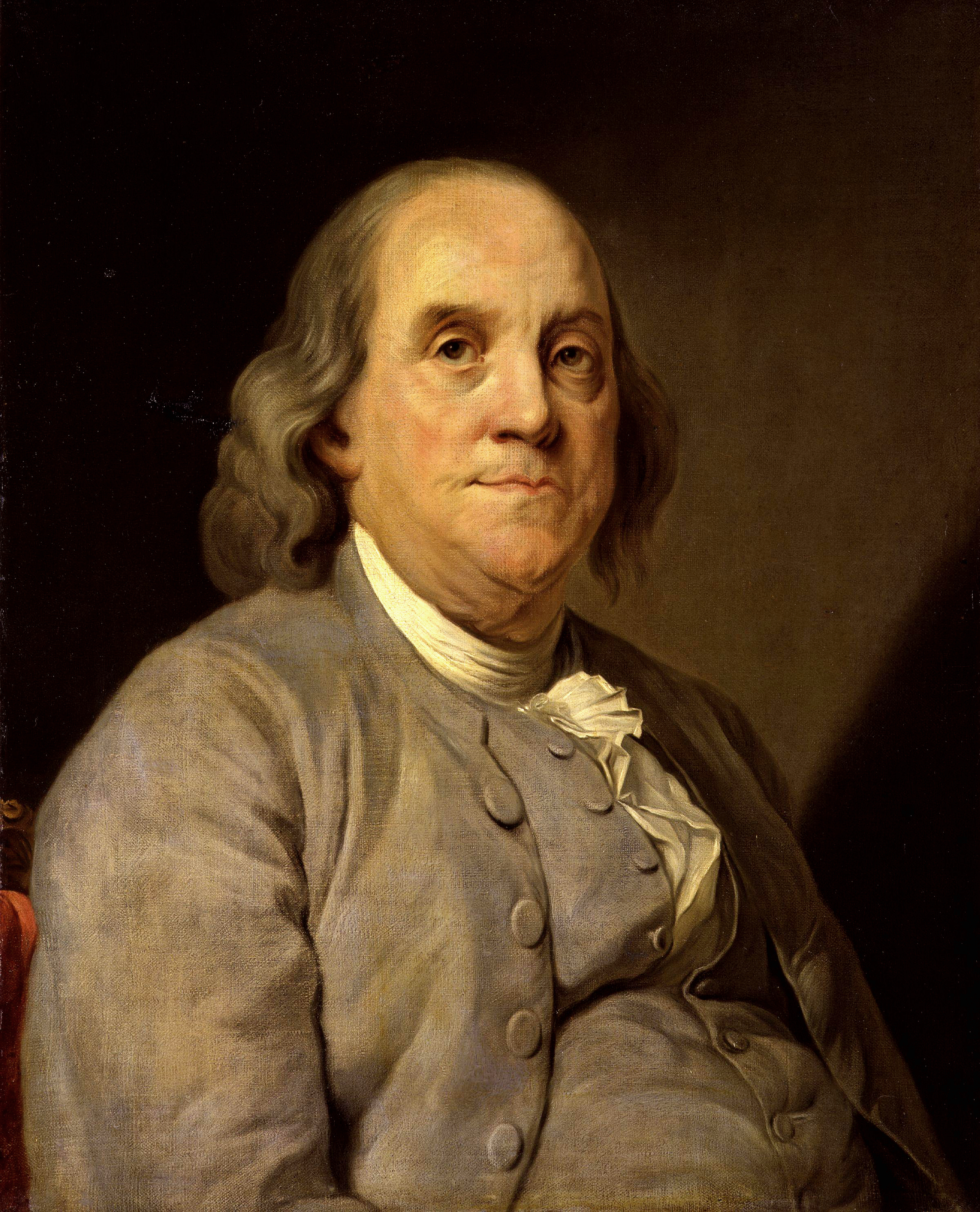
Joseph Duplessis, Benjamin Franklin

Marat aveva impiantato in casa un laboratorio dove, oltre a studi di anatomia e di fisiologia, ed esperimenti sugli effetti dell'elettricità sugli organismi, si interessava allo studio dei fenomeni ottici. Nell'estate del 1778, studiando con il microscopio solare - un raggio di luce solare che attraversa una lente - le ombre, proiettate su un telo, di una fiamma di candela o di diversi oggetti incandescenti, notò che quelle ombre non erano compatte, ma circondate da aloni luminescenti in movimento. Egli fu il primo a mettere in pratica le teorie di Robert Hooke sull'ombrografia.
Avendo ripetuto più volte le osservazioni, si convinse che quegli aloni erano l'immagine del fluido igneo emesso dal corpo incandescente. Nella scienza del tempo si ipotizzava che il calore fosse una sostanza indipendente presente in ogni corpo, che poteva liberarsi mediante un'azione esterna: per questo motivo era chiamato anche calore latente, o fluido calorico, o fluido igneo: ora Marat credette di aver scoperto il modo di renderlo visibile, dimostrandone così l'esistenza. In realtà, quegli aloni sono il risultato di rifrazioni luminose prodotte da movimenti d'aria di diversa temperatura.
Nell'inverno di quell'anno preparò una memoria sulla sua scoperta, le Découvertes sur le feu, l'éléctricité et la lumière (Scoperte sul fuoco, l'elettricità e la luce): vi sostiene che il fluido igneo - diverso dal fluido dell'elettricità e della luce - è costituito di corpuscoli pesanti e trasparenti, il cui movimento produce gli effetti del calore. La memoria venne presentata tramite un suo membro, il marchese di Maillebois, all'Académie des sciences di Parigi, perché si pronunciasse sulla validità scientifica delle tesi esposte. Ripetuti gli esperimenti, la commissione dell'Accademia, nella quale viene coinvolto per qualche tempo anche Franklin, il 17 aprile 1779 concluse che i fatti osservati corrispondevano a quanto esposto nella memoria di Marat, ma non si pronunciò sull'effettiva esistenza del fluido igneo.

#### Le «Scoperte sulla luce»

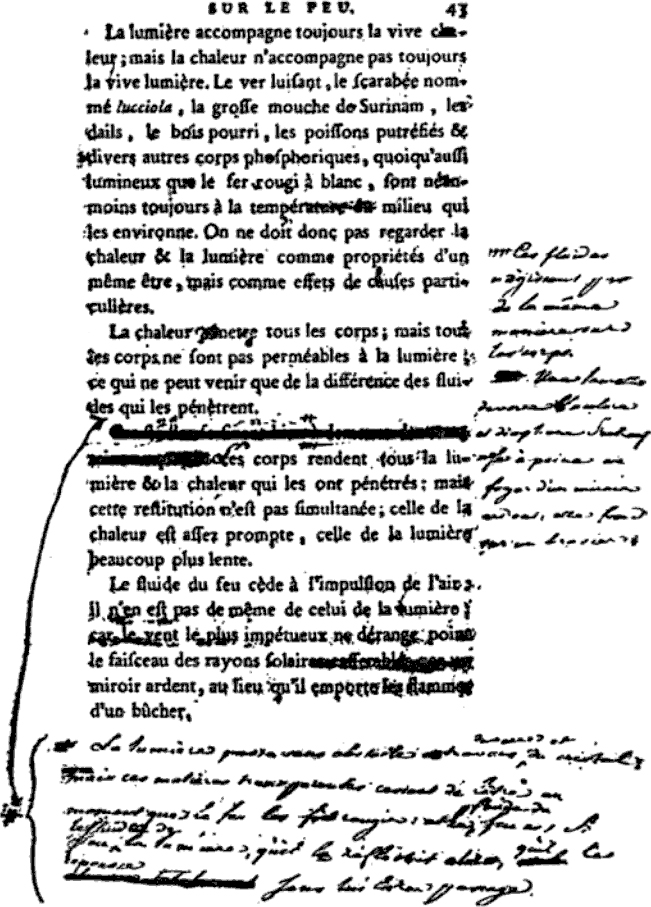
Recherches sur le feu

Due mesi dopo Marat preparò una nuova memoria, stampata poi con il titolo Découvertes sur la lumière, nella quale pretendeva di apportare delle correzioni alla teoria ottica di Newton. Al fisico inglese contestava che la diffrazione sarebbe un comportamento costante e non episodico dei raggi luminosi, che sarebbero sempre deviati nel loro percorso rettilineo dall'attrazione di gravità esercitata dai corpi. Questo fatto comporterebbe, secondo Marat, che la formazione dello spettro ottenuto dalla rifrazione della luce nel prisma ottico, si sarebbe in realtà già verificata nell'aria; quanto ai colori, essi sarebbero soltanto tre – il rosso, il giallo e il blu - e non sette.
Il segretario dell'Accademia delle scienze Condorcet nominò una commissione per la verifica dei risultati, a capo della quale fu posto Jacques Cousin. In attesa dei risultati, Marat rielaborò la sua precedente memoria sul fuoco, scrivendo le Recherches physiques sur le feu, nelle quali tra l'altro sostenne la teoria del flogisto attaccando, senza nominarlo, il famoso chimico Lavoisier, oppositore di quell'ipotesi, e aprì una scuola all'Hotel d'Aligre, in rue Saint-Honoré, facendo tenere una breve serie di corsi di fisica dall'amico abate Filassier e dal professore della Sorbona Jacques Charles.
Il 10 maggio 1780 vennero rese pubbliche le conclusioni della commissione scientifica dell'Accademia: le esperienze di Marat «non sembrano provare ciò che l'autore immagina e sono contrarie in generale a ciò che si conosce dell'ottica».

#### La malattia della pelle

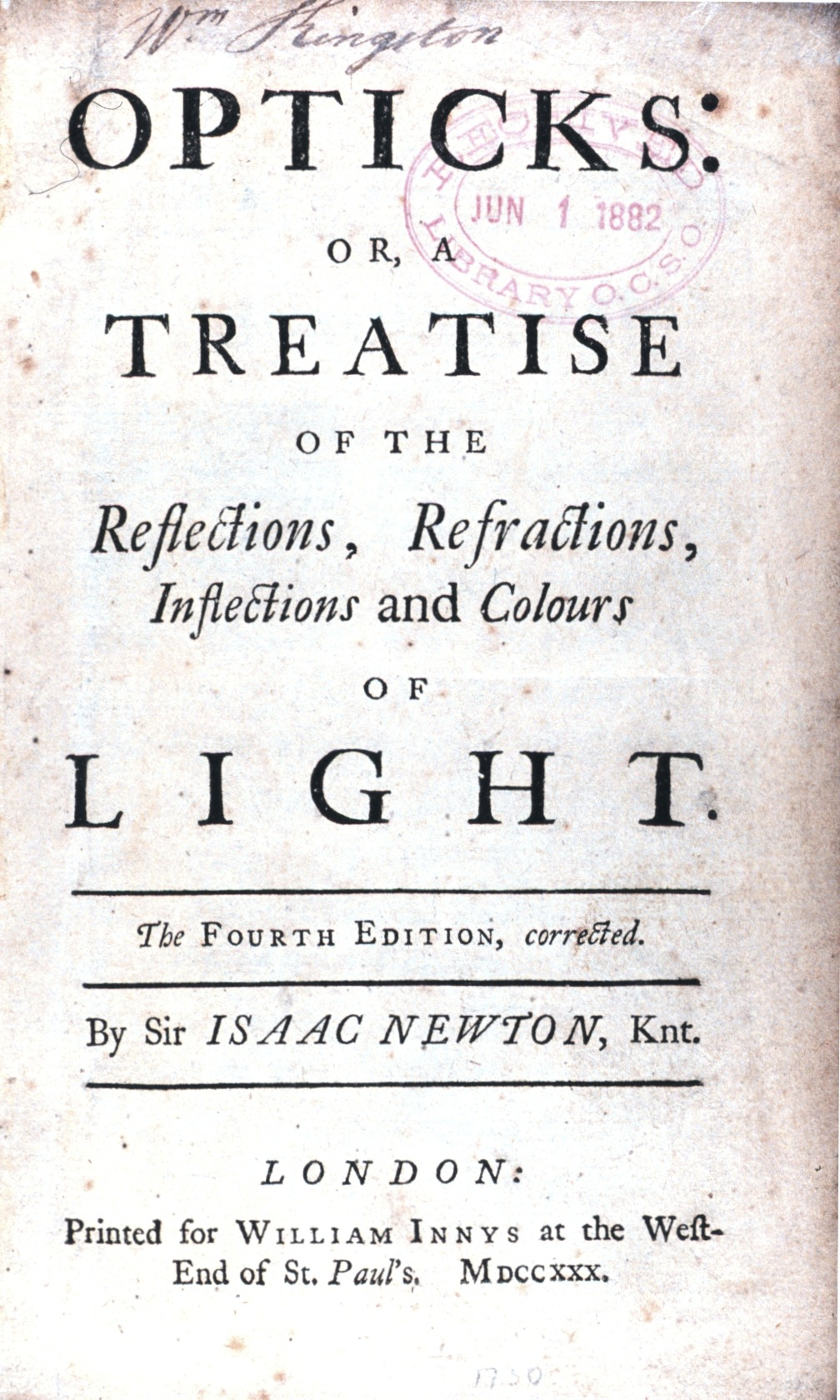
Edizione dell'Optiks di Newton

La decisione dell'Accademia fu naturalmente spiacevole per Marat, ma egli continuò i suoi esperimenti, malgrado una malattia cutanea della quale si accorse di essere affetto circa dal giorno della morte della madre (24 aprile 1782) e che lo accompagnerà per tutta la sua vita: soffriva di un continuo prurito alla pelle (in seguito anche di piaghe maleodoranti, ulcere dolorose infette), nonché di frequenti emicranie, di febbre, intensa sete, sbalzi d'umore.
Modernamente si sono fatte diverse diagnosi retrospettive ma in seguito si è ritenuto che l'eczema erpetico (forse per un'infezione contratta in ambienti malsani) o la dermatite seborroica (estesa oltre il cuoio capelluto dove di solito colpisce, in maniera simile alla pitiriasi) siano le più probabili.
Gli studi scientifici sull'unico reperto biologico rimasto e considerato autentico, il sangue sui fogli che aveva con sé al momento dell'omicidio, hanno rivelato nel 2019 che Marat aveva perlomeno "un'infezione fungina primaria", in particolare sono state ritrovate tracce diffuse del tipico fungo Malassezia restricta, che occasionalmente diventa infezione opportunistica o favorita da stress o in presenza di lesioni cutaneee come psoriasi, e in fase avanzata, agente della dermatite seborroica, oltre che tracce del batterio Cutibacterium acnes e in misura minore di altri patogeni; la malattia si aggravò poi negli ultimi anni e mesi di vita, probabilmente a causa dell'ulteriore attacco degli altri agenti batterici, quali Streptococcus pyogenes e Staphylococcus aureus che possono anche causare piodermite o erisipela.
La malattia lo costrinse, col tempo, a stare immerso a lungo all'interno di una curiosa vasca da bagno in rame a forma di scarpa (questa ancora oggi custodita presso il Museo Grévin, il Museo delle Cere a Parigi), dentro la quale metteva diversi lenitivi come il caolino (un'argilla all'epoca usata in dermatologia) nell'acqua tiepida, specie a partire dal 1790; il prurito diminuiva nell'immediatezza ma la malattia progrediva. Negli ultimi due mesi di vita non usciva più di casa, essendosi dimesso dalla Convenzione nella primavera del 1793 (pur restando in carica), e le sue condizioni erano abbastanza gravi. Secondo il biologo Carles Lalueza-Fox, al momento dell'omicidio, se anche la sola Malassezia fosse stata abbastanza diffusa nel sangue, Marat sarebbe morto comunque di setticemia "da una settimana all'altra", non esistendo cure sistemiche efficaci all'epoca. Il sangue ha anche permesso il sequenziamento del DNA, che ha rilevato la presenza di geni tipici delle popolazioni francese e sarda, compatibile con l'origine famigliare di Marat e permettendo di attribuire il reperto con quasi assoluta certezza al rivoluzionario.

#### Altre ricerche e nuove polemiche
In quell'anno fece stampare un nuovo volume, le Recherches physiques sur l'électricité, nel quale sostiene che il «fluido» elettrico è costituito da particelle che - contrariamente all'opinione diffusa anche allora - si attraggono tra di loro. Nel libro contesta anche l'opinione che esistano poli elettrici di diverso segno e dubita della reale efficacia del parafulmine, la recente invenzione di Franklin. Invitò anche Alessandro Volta, di passaggio a Parigi, ad assistere ai suoi esperimenti, e finì per irritarsi di fronte allo scetticismo dell'italiano. Nel marzo del 1783 Marat ebbe un'autentica rissa con il professor Charles, che si era permesso di mettere pubblicamente in ridicolo la sua pretesa di confutare Newton: il duello era stato appena scongiurato, che una nuova polemica insorse con l'abate Pierre Bertholon, autore di un Traité de l'électricité du corps humain nel quale, tra l'altro, l'abate propagandava l'efficacia di terapie mediche nelle quali il paziente era posto in un ambiente saturo di elettricità.

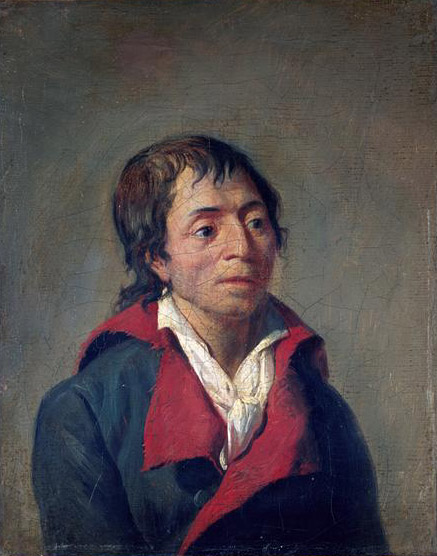
Jean Garneray, Ritratto di Marat (probabilmente realizzato postumo sulla base della maschera mortuaria)

Il concorso indetto dall'Académie royale des Sciences, Belles-lettres et Arts di Rouen su tesi che dimostrassero ovvero contestassero l'efficacia dell'elettricità nel campo medico, gli offrì il destro di presentare una memoria nella quale riferiva di suoi esperimenti riguardanti cure elettriche di affezioni della più diversa natura, prive di qualunque beneficio. Efficaci risulterebbero invece, a suo dire, locali applicazioni di elettrodi per la cura degli edemi, delle sciatiche e della gotta: e nell'agosto del 1783 Marat ebbe la soddisfazione di veder premiata la sua memoria con la medaglia d'oro dell'Accademia.
A questo successo seguì presto una grave disavventura. Al conte Floridablanca, ministro di Carlo III di Spagna, che progettava la fondazione a Madrid di un'Accademia delle scienze, fu fatto il nome di Marat quale possibile direttore. L'ambasciatore spagnolo a Parigi, Pedro Aranda, incaricato di raccogliere informazioni sul suo conto, riferì che gli accademici francesi avevano scarsissima considerazione di Marat. Non solo: Marat era anche presentato come un soggetto politicamente pericoloso, un vero sovversivo. Naturalmente la sua candidatura fu subito abbandonata e per di più, essendo quelle notizie giunte alle orecchie della corte, il conte d'Artois si affrettò a licenziarlo in tronco.
Perduta la rendita annuale di 2.000 franchi, finita la relazione con la d'Aubespine, compromesse le possibilità di avere appoggi in alto loco, ridotti di numero i suoi clienti, perseguitato dal fisco, Marat fu costretto a trasferirsi in un appartamento molto modesto di rue du Vieux Colombier e a cominciare a vendere strumenti e libri per poter vivere decorosamente. Continuò tuttavia i suoi studi e iniziò la traduzione in francese dell'Optiks di Newton. Nel maggio del 1785 essa ottenne l'approvazione dell'Accademia delle scienze - il nome del traduttore, prudentemente, non compariva - e Marat poté così far stampare, nel 1787, i due volumi della sua traduzione in un'edizione molto curata ed elegante.
Nel 1786 partecipò ancora a tre concorsi scientifici, tutti incentrati sulle radiazioni luminose e sui colori, ottenendo il premio soltanto dall'Accademia di Rouen per una sua ricerca sui colori che appaiono nelle bolle di sapone e di altri liquidi. In realtà il suo studio non era accurato e le conclusioni erronee: a suo avviso, infatti, «in ogni corpo esistono particelle materiali di tre specie, ciascuna capace di riflettere uno solo dei tre colori fondamentali, il rosso, il giallo e il blu. Quando si separano, per l'attrazione che subiscono tra loro quelle di identico colore, formano le iridescenze».
Il suo interesse sull'ottica era indirizzato principalmente a far valere le sue tesi polemiche nei confronti della teoria newtoniana. Un atteggiamento ribadito con la pubblicazione, nel 1788, delle Mémoires académiques, ou nouvelles découvertes sur la lumière, relatives aux points les plus importants de l'optique, un volume costoso e impreziosito da disegni all'acquerello che raccoglie i suoi ultimi saggi sulla teoria della luce. Ma ormai i suoi interessi erano destinati a mutare radicalmente indirizzo: in Francia, la crisi economica e sociale era precipitata e l'8 agosto di quell'anno il re convocò per il maggio prossimo gli Stati generali.

### Il rivoluzionario (1789-1793)

#### L'«Offerta alla patria»

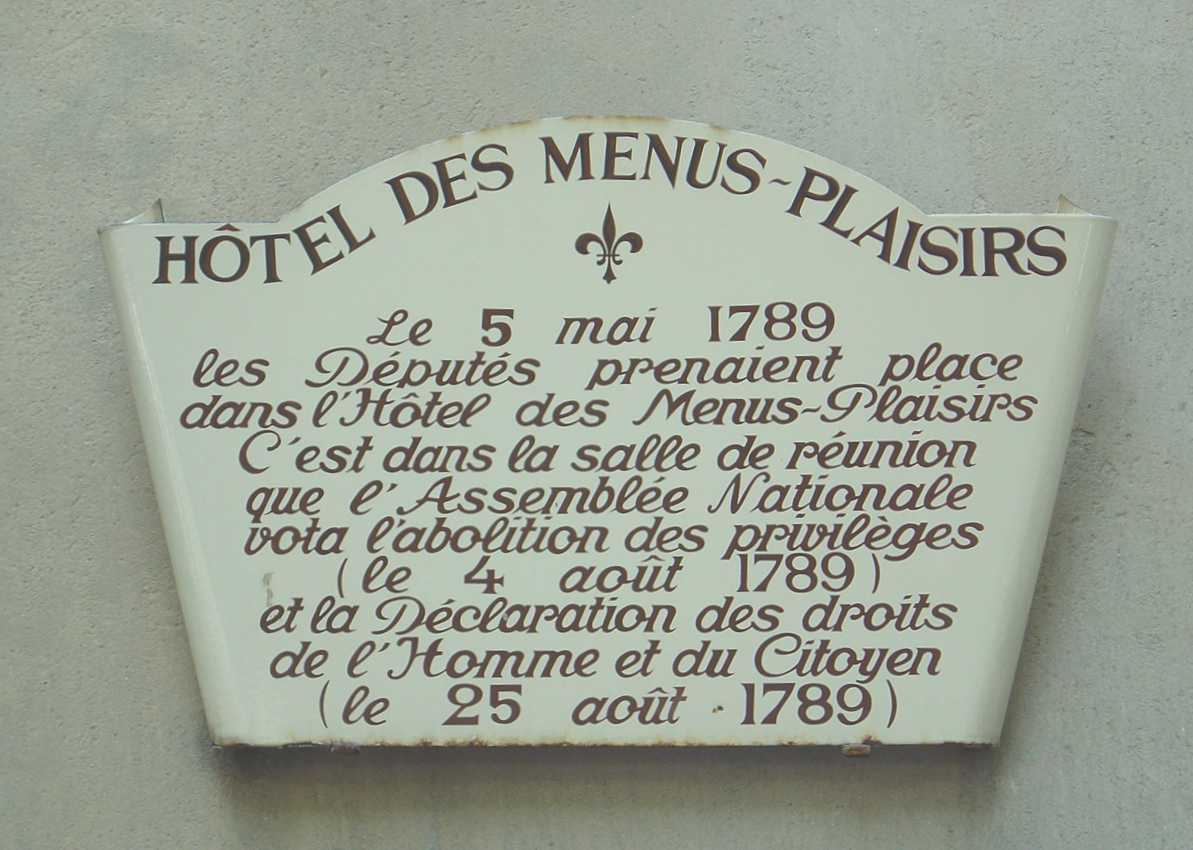
Targa all'Hôtel des Menus-Plaisirs

La notizia della convocazione degli Stati generali all'Hôtel des Menus-Plaisirs di Versailles ebbe il potere di rianimare Marat: solo due mesi prima, in un accesso della sua malattia, aveva fatto testamento, lasciando manoscritti e strumenti scientifici all'Académie des sciences. Apparentemente guarito, s'impegnò a sostenere le ragioni del Terzo Stato nella difficile lotta che questo avrebbe dovuto sostenere contro il clero e la nobiltà, i due ordini maggiori, per privilegi, non certo per numero.
Nel febbraio del 1789 pubblicò la Offrande à la patrie, ou Discours au Tiers-État de France (Offerta alla patria, o discorso al Terzo Stato di Francia). Marat vi invita il Terzo Stato, composto dai ceti più diversi, dagli operai ai finanzieri, dai manovali ai commercianti, dagli artigiani ai magistrati, dagli intellettuali ai preti poveri e ai redditieri non nobili, a essere unito, a non cedere alle manovre di chi tenta di seminare la discordia all'interno di quest'Ordine così variegato. I nemici sono l'alto clero e i nobili, che «costituiscono un corpo solo, sempre pronto a levarsi contro il popolo o il monarca», disposti anche ad affrontare «gli orrori di una guerra civile piuttosto che recedere dalle loro ingiuste pretese».
Erano considerazioni moderate: Marat mostrava di aver fiducia nel re e, temendo che le divisioni potessero condurre il Terzo Stato alla sconfitta, invitava il «popolo» all'unità con i ceti privilegiati dei finanzieri - uomini «troppo intelligenti per coprirsi di ridicolo adornandosi di vani titoli» - con i funzionari reali - «uomini stimabili, troppo superiori alle meschinità della vanità per non gloriarsi del titolo di cittadini» - con i magistrati - «difensori intrepidi dell'innocenza, vendicatori delle leggi» - con i semplici curati - «essi sanno che tutti gli uomini sono fratelli» - e perciò tutte queste categorie «non si schiereranno in una fazione di cui ogni giorno deplorano le pretese tiranniche».
In realtà Marat diffidava di questi privilegiati, i cui interessi in gran parte divergevano da quelli di «chi non ha nulla», e lo chiarì nel Supplément de l'Offrande à la patrie, pubblicato il marzo successivo: «gli interessi delle compagnie, dei corpi, degli ordini privilegiati sono inconciliabili con gli interessi del popolo [...] quegli uomini apatici, che chiamano se stessi uomini ragionevoli [...] insensibili alla vista delle pubbliche calamità, contemplano con occhi asciutti le sofferenze degli oppressi [...] e non aprono la bocca che per parlare di pazienza e di moderazione». Il Supplément fu subito sequestrato dalla polizia.

David, Il giuramento del Terzo Stato

Marat partecipò alle elezioni, candidato del Terzo Stato. Eletto al comitato elettorale parigino del distretto dei Carmelitani, non venne però scelto tra i candidati all'Assemblea degli Stati generali. I contrasti tra gli ordini portarono il 16 giugno 1789 alla costituzione del Terzo Stato in Assemblea nazionale e Luigi XVI, dopo una prima resistenza, fu costretto ad accettare il fatto compiuto, ma fece affluire i reggimenti svizzeri a presidiare Parigi. Marat sospettava manovre del governo e il 1º luglio pubblicò l'Avviso al popolo, o i ministri smascherati, nel quale invita i parigini alla vigilanza e insieme alla calma: «Osservate sempre la condotta dei ministri per regolare la vostra. Loro obiettivo è lo scioglimento della nostra Assemblea nazionale, loro unico mezzo è la guerra civile [...] essi vi circondano con il formidabile apparato dei soldati [...] state calmi e tranquilli, sottomessi all'ordine costituito, e vi prenderete gioco del loro orribile furore».
Il 19 luglio Marat propose al comitato elettore dei Carmelitani di stampare un giornale: al rifiuto oppostogli, si dimise. Rivoltosi al distretto di polizia per ottenere l'autorizzazione a pubblicare un giornale, ebbe un diverbio con il funzionario, fu denunciato, ma il 13 agosto venne assolto. L'11 agosto era riuscito a far stampare un suo giornale, Le Moniteur patriote, ma al primo numero non ne erano seguiti altri.
A fine luglio, mentre nei centri urbani i cittadini si armavano, in provincia i contadini cominciarono ad assaltare i castelli dei nobili e a distruggere i documenti che attestavano i diritti feudali, che vennero formalmente aboliti dall'Assemblea nazionale il 4 agosto. Anche molti nobili si dimostrarono favorevoli all'abrogazione e Marat ne denunciò ironicamente in un opuscolo «la magnanimità di rinunciare al privilegio di tenere in catene quegli uomini che hanno recuperato armi alla mano la propria libertà! È alla vista del supplizio dei predoni, dei concussionari, dei satelliti del dispotismo, che essi hanno la generosità di rinunciare alle decime signorili». In realtà erano stati aboliti i diritti gravanti sulle persone ma non quelli che gravavano sulle terre, che furono dichiarati riscattabili, e comunque il re si rifiutò di sottoscrivere il decreto, che rimase sospeso.

#### «L'Amico del popolo»

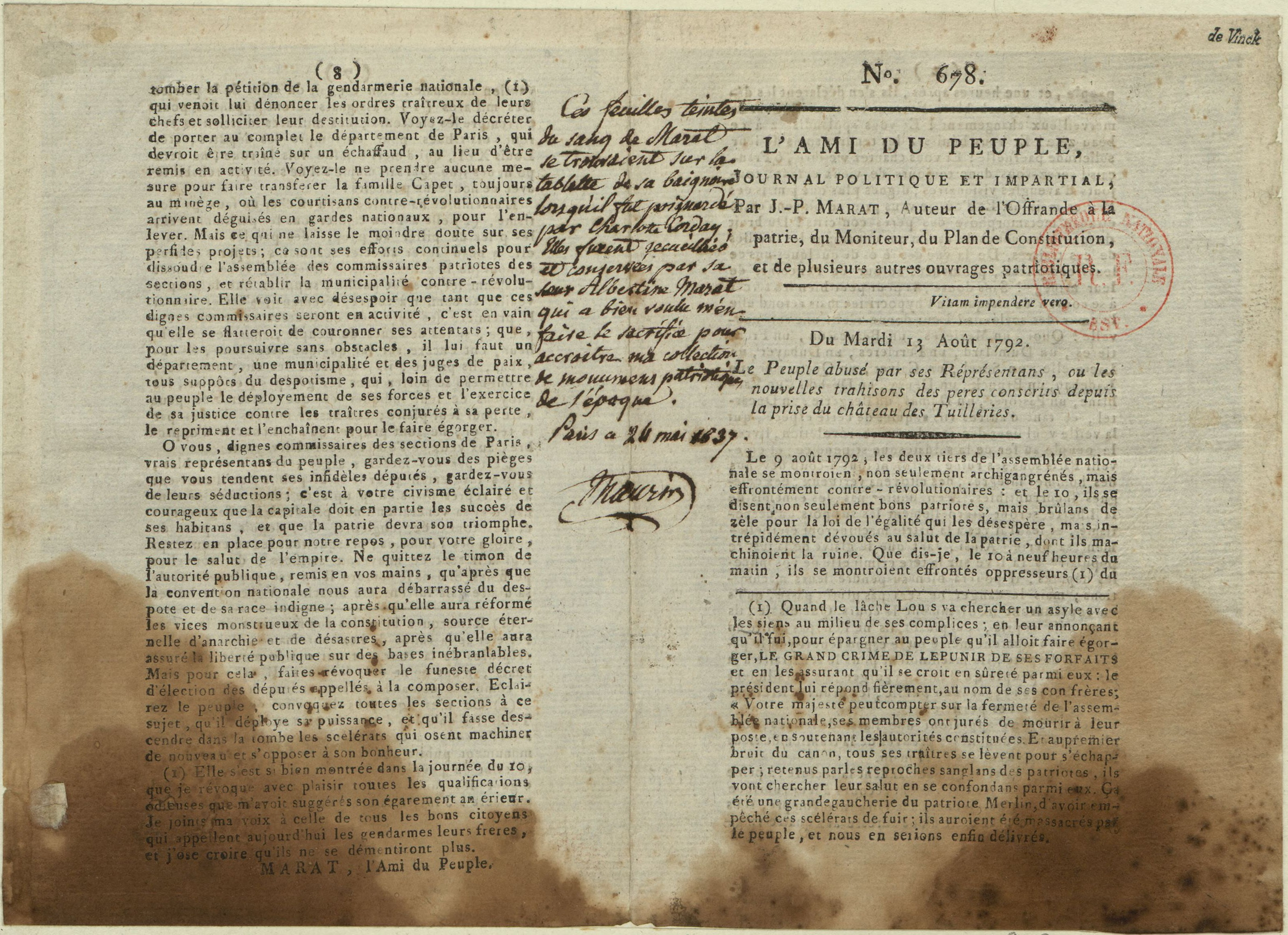
L'Ami du peuple macchiato del sangue di Marat

Marat continuava a seguire attentamente i lavori dell'Assemblea nazionale, nella quale si discuteva il progetto di una Dichiarazione dei diritti dell'uomo. Questa sarà votata il 26 agosto e Marat aveva già pubblicato tre giorni prima una Constitution, ou Project de Déclaration des droit de l'homme et du citoyen, suivi d'un Plan de Constitution juste, sage et libre, che tuttavia non suscitò alcuna attenzione, così come la sua lettera, inviata al presidente dell'Assemblea, il Tableau des vices de la Constitution anglaise (Quadro dei vizi della Costituzione inglese), nel quale Marat esortava a non basare il nuovo assetto istituzionale francese sul modello vigente in Inghilterra.
Finalmente, raggiunto un accordo con il libraio Dufour, il 12 settembre Marat poté pubblicare il sospirato giornale, Le Publiciste parisien, otto fogli interamente redatti da lui nella sua casa del Vieux Colombier e stampati nella vicina tipografia della vedova Hérissant. Se si accontentava di un quarto dei guadagni realizzati dagli abbonamenti, non era però soddisfatto del titolo troppo freddo della testata, che il 16 settembre mutò infatti in quello più popolare de L'Ami du peuple (L'amico del popolo): sotto il titolo, era stampato il motto del giornale - «Vitam impendere vero» ("consacrare la vita alla verità"), che era anche uno degli epitaffi scolpiti sulla tomba di Rousseau a Ermenonville.
Il giorno prima aveva preso posizione contro la proposta, poi approvata, dei deputati moderati di concedere al re il diritto di veto, che avrebbe potuto sospendere per due legislature le leggi approvate dall'Assemblea nazionale. Per Marat, solo il popolo nella sua interezza è il vero sovrano, detentore di un potere assoluto e illimitato che, quando il popolo non può esprimere direttamente, lo delega ai suoi rappresentanti, i quali devono tuttavia avere un'autorità limitata e revocabile: altrimenti i deputati, divenuti «padroni assoluti del potere, potrebbero a loro piacimento sopprimere i diritti dei cittadini, attaccare le leggi fondamentali dello Stato, rovesciare la Costituzione e ridurre il popolo in schiavitù».
Una volta che siano stati stabiliti i limiti dei rappresentanti del popolo, «nulla deve ostacolare la loro attività», fermo restando che «il deputato che non facesse continuamente gli interessi della patria» sarebbe revocabile e, se il caso, perseguibile penalmente. È essenziale, per Marat, che i deputati seguano la volontà dei loro elettori, la quale può formarsi solo «attraverso l'opinione pubblica». Quanto al diritto di veto concesso al re, «significa mettere il principe al di sopra del rappresentante della nazione, significa renderlo arbitro delle leggi» e privare il popolo «del prezioso vantaggio di fermare il principe al primo passo che egli fa contro la libertà pubblica». Ancora una volta Marat si esprimeva riprendendo il pensiero di Rousseau.
Ne L'Ami du peuple venivano pubblicate anche le lettere dei lettori. In una di queste, anonima, apparsa il 4 ottobre, era scritto che nella reggia di Versailles le guardie del corpo del re avevano tenuta «un'orgia» e brindato contro la Rivoluzione. In effetti il 1º ottobre la famiglia reale era intervenuta a un banchetto di ufficiali, e questi, al suono dell'inno O Richerd, o mon roi, l'univers t'abandonne, avevano calpestato il tricolore e sventolato la bianca bandiera del vecchio regime.

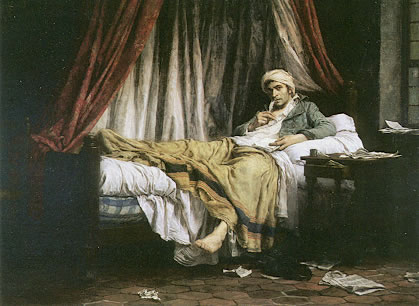
Luc-Etienne Melingue, Marat scrive i suoi articoli, (Museo della Rivoluzione francese).

Lunedì 5 ottobre a Parigi mancò anche il pane e un grande corteo si mosse fino a Versailles, per esigere che il re si trasferisse a Parigi. Alla marcia su Versailles si unirono anche Marat, Robespierre e La Fayette. Il 6 ottobre Luigi XVI cedette e la famiglia reale si stabilì alle Tuileries e l'Assemblea nazionale la seguì poco dopo. Il 7 ottobre Marat scrisse che con la presenza del re a Parigi «il povero popolo non rischierà più di morire di fame. Ma questa fortuna svanirà ben presto come un sogno se non saremo in grado di stabilire saldamente in mezzo a noi la residenza della famiglia reale fino a quando la Costituzione non sia definitivamente consacrata. L'Ami du peuple condivide la gioia dei suoi cari concittadini, ma si rifiuta categoricamente di abbandonarsi al sonno».
Una delle lettere inviate al giornale accusò, pare senza fondamento, un funzionario del Comune di Parigi, un certo de Joly, che reagì denunciando Marat. Minacciato d'arresto, Marat si nascose per qualche tempo a Versailles nella casa dell'abate Jean Bassal, simpatizzante cordigliere, poi, clandestinamente, si trasferì ancora a Parigi, in una casa di Montmartre, pare aiutato da Danton, riprendendo le pubblicazioni dell'Amico del popolo. Individuato il suo domicilio, Marat venne arrestato il 12 dicembre ma fu rilasciato pochi giorni dopo. Stabilitosi nel nuovo domicilio di rue de Saint-Gérmain des Fossé, nel distretto dei cordiglieri, riprese ancora una volta le pubblicazioni del giornale del quale, nel frattempo, era rimasto unico proprietario.
Dietro la denuncia di De Joly c'era probabilmente la longa manus del ministro delle finanze Jacques Necker, attaccato fin da settembre da Marat che lo accusava di speculare sui grani in accordo con l'impresa commerciale dei fratelli Leleu: in novembre Marat aveva pubblicato la Criminelle Neckerologie ou les manoeuvres infâmes du ministre entièrement dévoilées e il 19 gennaio 1790 pubblicò la Dénonciation contre Necker, che provocò l'emissione di un mandato di cattura. Marat si sottrasse all'arresto fuggendo prima a Passy, presso Parigi, poi, a metà febbraio, a Londra, dove scrisse una Nouvelle dénonciation contre Necker: «la mia penna è ancora libera e finché voi sarete al timone del governo vi perseguiterà senza tregua: senza posa svelerà le vostre malversazioni [...] per togliervi il tempo di tramare contro la patria, vi strapperà al riposo, radunerà al vostro capezzale le nere preoccupazioni, i dispiaceri, i timori, le ansie, le angosce, fino a che, lasciando cadere dalle mani le catene che ci preparate, cerchiate spontaneamente la salvezza nella fuga».

### La denuncia dei nemici della Rivoluzione

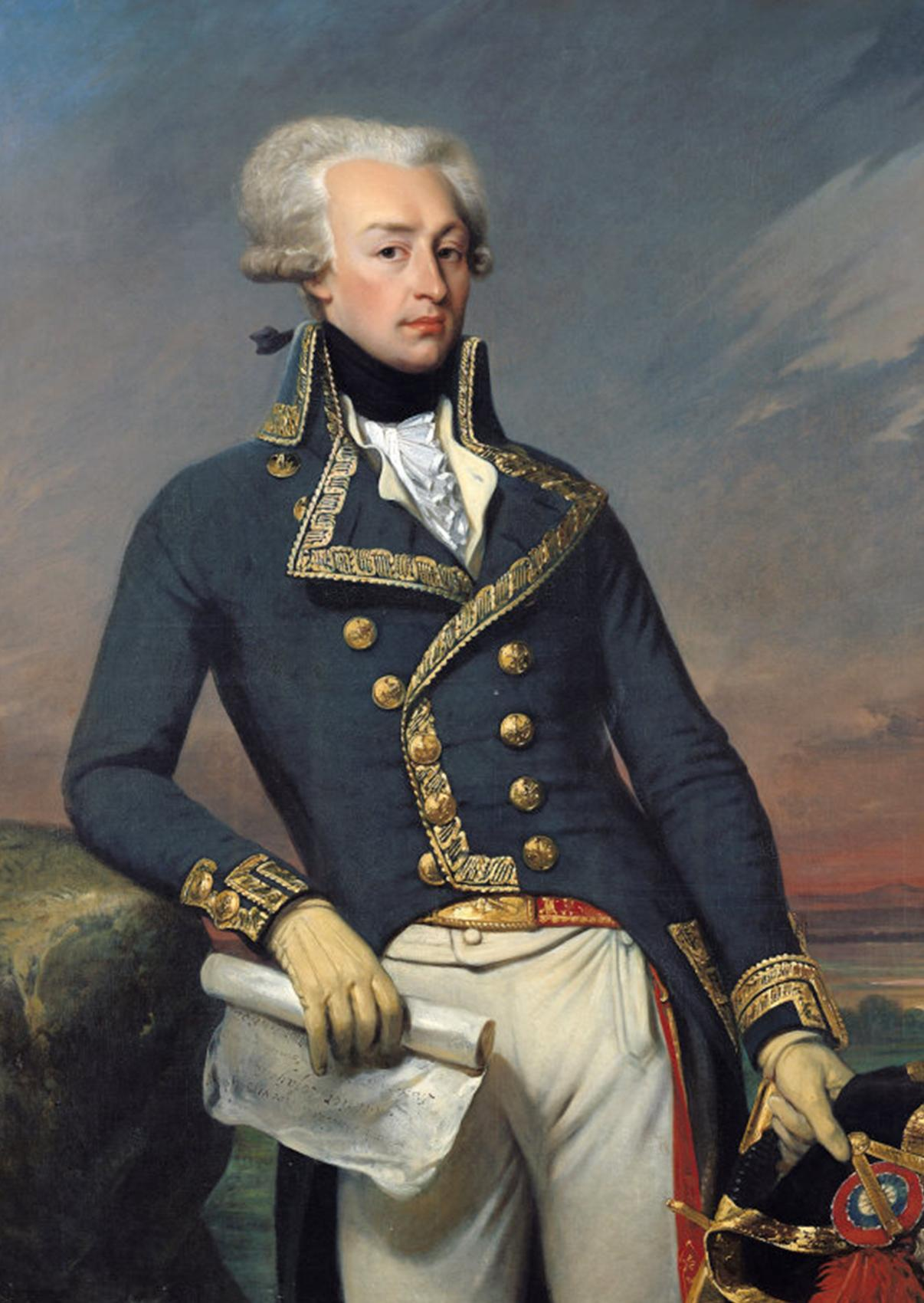
Joseph-Désiré Court, Il marchese La Fayette

La tensione tra Spagna e Inghilterra, che si contendevano il possesso dell'isola canadese di Nootka, sulla costa del Pacifico, rischiò di coinvolgere la Francia, allora alleata della Spagna. Marat s'imbarcò da Dover per la Francia il 10 maggio 1790, scrivendo all'Assemblea nazionale di voler tornare in patria per «riportare il tributo dei miei deboli lumi». Malgrado i suoi trascorsi, a Parigi la polizia non lo disturbò e, dopo aver fatto chiudere tre falsi Ami du peuple illegalmente fondati in sua assenza, il 18 maggio Marat riprese le pubblicazioni.
Diffidando del clima di concordia che negli ultimi mesi si era instaurato con il compromesso tra aristocrazia e borghesia, il 13 giugno Marat denunciò ai cittadini il fatto che nell'Assemblea «siedono i rappresentanti degli ordini privilegiati aboliti, i paladini sempre pronti a schierarsi attorno al trono dei tiranni, i prelati che danno scandalo, rimpinzati del patrimonio dei poveri, i giudici la cui norma è l'arbitrio». Crede che tutti costoro tramino ai danni della libertà e dei diritti e si dichiara convinto che solo «il popolo, il popolino, questo popolo tanto disprezzato e tanto poco spregevole, la sola parte sana della nazione [...] possa imporsi ai nemici della Rivoluzione, ridurli al silenzio [...] per realizzare la grande opera della Costituzione».
Il 22 dicembre 1789 l'Assemblea nazionale costituente aveva votato, con l'opposizione della sinistra di Robespierre, il decreto sulla cittadinanza, con il quale i francesi venivano divisi in tre categorie: i «cittadini passivi», esclusi dal diritto di voto perché non proprietari, i «cittadini attivi», che pagavano un'imposta minima pari a tre giornate di lavoro e, tra questi ultimi, i «cittadini elettori» i quali, pagando un'imposta di almeno 10 giornate di lavoro, avevano il diritto di eleggere i giudici, gli amministratori dei dipartimenti e i membri dell'Assemblea legislativa. I deputati, per poter essere eletti, dovevano essere proprietari di un fondo e pagare un'imposta pari ad almeno un marco d'argento.

Il 30 giugno 1790, in un articolo dell'Ami du peuple, Marat sottolineò i meriti acquisiti dal «popolino» salvando la Rivoluzione: «cosa avremo guadagnato a distruggere l'aristocrazia dei nobili, se essa è stata rimpiazzata dall'aristocrazia dei ricchi?» e ricordò ai deputati che l'«eguaglianza dei diritti naturali originari [...] implica il godimento di questi diritti», invitandoli a valutare la gravità del decreto approvato: «misurate per un momento le conseguenze terribili che può avere la vostra irragionevolezza. Dovete temere che, rifiutandoci il diritto di cittadinanza a causa della nostra povertà, noi lo recupereremo togliendovi il superfluo». Il 25 luglio Marat tornò sull'«infame decreto», chiedendone l'abrogazione ed esortando i cittadini alla resistenza contro l'oppressione. Un articolo provocò la reazione dell'Assemblea e Marat dovette nascondersi nuovamente, in campagna: 

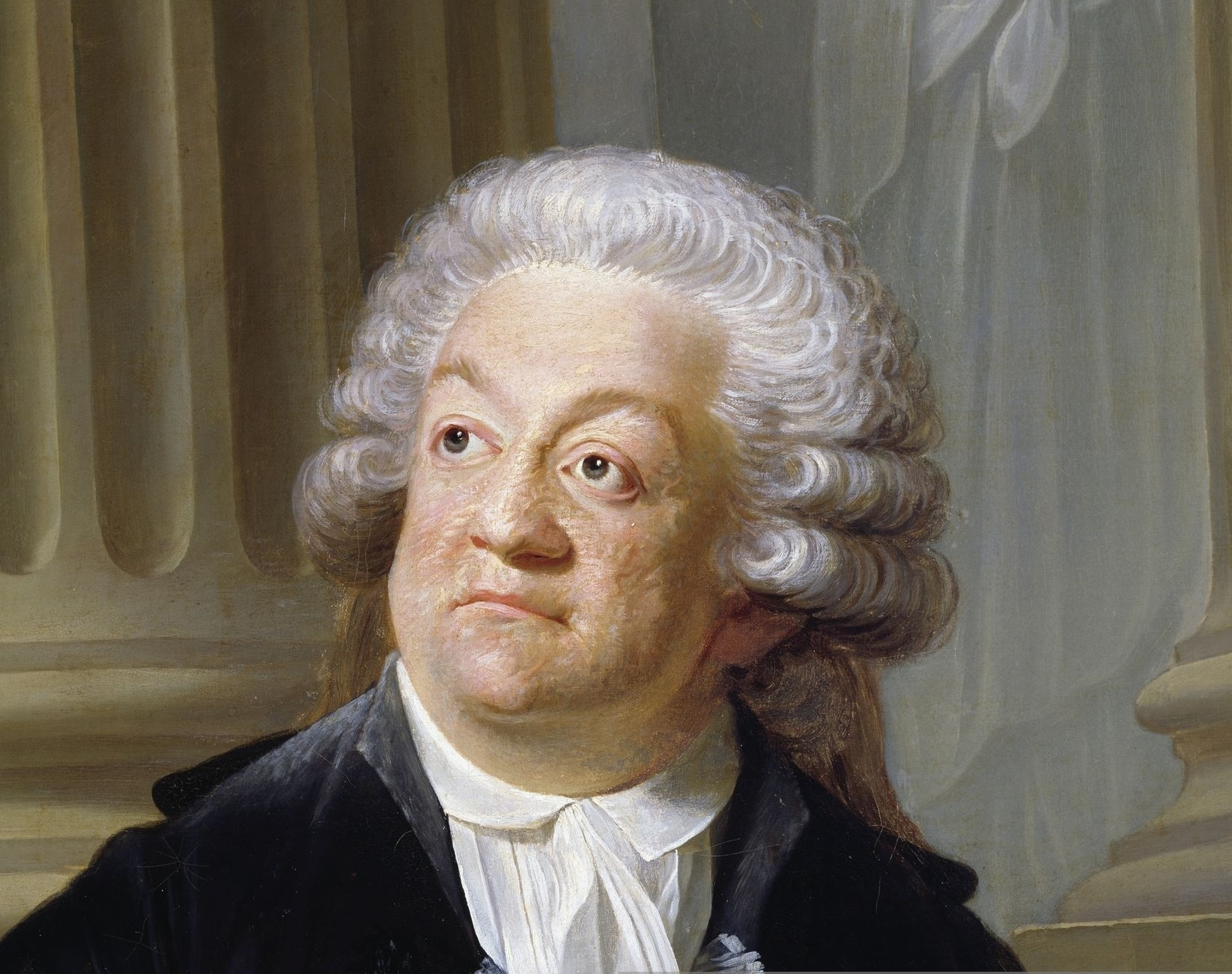
Joseph Boze, Mirabeau

Egli vedeva in Gilbert du Motier de La Fayette e Honoré Gabriel Riqueti de Mirabeau (che chiamava Motier e Riqueti), aristocratici apparentemente convertiti alla Rivoluzione, personaggi che in realtà tramavano contro il popolo e intendevano ripristinare il vecchio ordine sotto una nuova vernice. Il 14 luglio, anniversario della presa della Bastiglia, pubblicò l'Infernale progetto dei nemici della Rivoluzione: sono Necker, che «dopo aver dilapidato due miliardi, partirà senza render conto delle sue azioni», La Fayette, «traditore della patria, che voleva rendere il re dittatore assoluto, e che non cessa d'impegnarsi per far tornare il dispotismo», Bailly, «sindaco con 100.000 scudi di stipendio», Mirabeau, «vile scellerato coperto di crimini e di obbrobrio, per il quale nulla è sacro [...] molle Sardanapalo che spoglierà la Francia dei suoi tesori, ridurrà la nazione alla miseria e finirà per mettere il regno all'asta per soddisfare le sue sudicie voluttà». Questi progetti, che sembravano non avere riscontro nella realtà, gli procurarono l'appellativo di «visionario».
A Nancy, in agosto, i soldati, che non ricevevano da mesi la paga, pretesero di controllare le casse del reggimento: al rifiuto del comandante, si ribellarono e la repressione, ordinata da La Fayette ed eseguita dal marchese de Bouillé, provocò centinaia di morti; dopo la strage, 33 soldati furono impiccati. Per Marat era la prova che nulla era cambiato, che il compromesso operante tra nobiltà e borghesia minacciava la libertà dei francesi. Ma le sue critiche e i suoi appelli non sortivano effetti: anche quando, il 2 aprile 1791, Mirabeau morì di malattia; alla notizia della sua morte, Marat pubblicò, il 4 aprile, l'Orazione funebre di Riqueti, detto Mirabeau: «Popolo, rendi grazie agli Dei. Il tuo più terribile nemico è caduto sotto la falce della Parca! [...] Serba le tue lacrime per i tuoi difensori integri: ricordati che egli era uno dei lacchè nati dal despota». Sembrò che tutta la Francia lo compiangesse e Marat era scoraggiato da quell'indifferenza di fronte ai pericoli da lui denunciati e dall'apparente mancanza di energia rivoluzionaria della popolazione parigina.
Pensava di lasciare la Francia e a Camille Desmoulins, che rese pubblica nel suo giornale la decisione di Marat, rispose il 5 maggio rivendicando il diritto della libertà di stampa - ora minacciata dai decreti dell'Assemblea Nazionale, che pensavano di limitarla - e la sua fondamentale funzione di «correggere i funzionari pubblici, di cambiare in patrioti i fautori del dispotismo, in amici della libertà i lacchè della corte, in uomini integri i membri dei comitati dell'Assemblea Nazionale, in gente dabbene gli sputasentenze, i venditori di parole, gli strozzini [...] a resistere alle leggi inique, a obbedire solo alle leggi giuste e sagge [...] a insegnare alle truppe come scoprire le perfide intenzioni dei loro capi, a disprezzare i loro ordini arbitrari [...] a spezzare tutte le risorse del dispotismo».
Il 14 giugno 1791 la Costituente approvò la Legge Le Chapelier con la quale, coerentemente con l'abrogazione delle norme feudali sulle corporazioni, si proibì il diritto di associazione dei cittadini che esercitavano uno stesso mestiere o professione. Si trattava, apparentemente, di liberare ciascuno dai vincoli corporativi che ne limitavano le iniziative individuali, ma nello stesso tempo si finiva con lo svantaggiare gravemente le categorie socialmente più deboli, come gli operai, nelle contrattazioni con i loro datori di lavoro. Marat criticò la legge, cogliendone non gli aspetti sociali ed economici, ma quelli politici. Il 18 giugno scrisse che le associazioni popolari venivano vietate per «prevenire i grandi assembramenti di popolo», temuti dalla maggioranza conservatrice dell'Assemblea Costituente, che voleva «isolare i cittadini e impedir loro di occuparsi in comune della cosa pubblica. Così, è con grossolani sofismi e abusando di alcune parole che gli infami rappresentanti della nazione l'hanno spogliata dei suoi diritti».

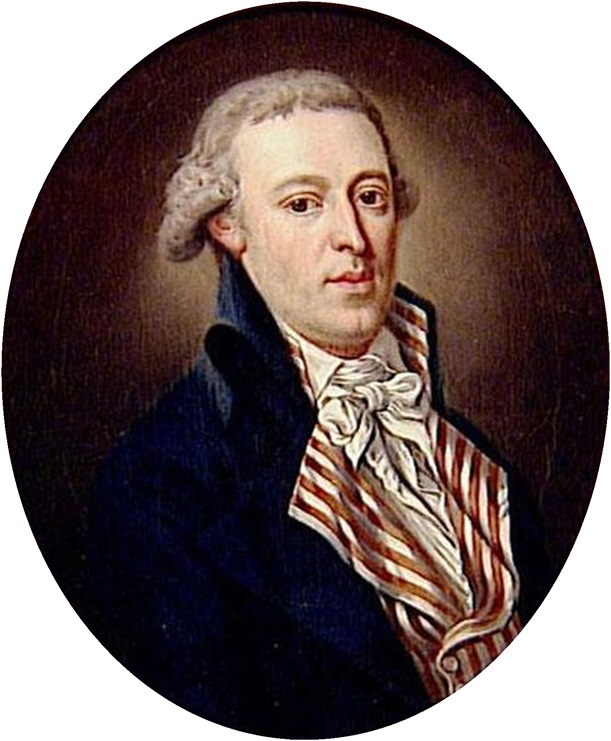
Anonimo, Antoine Barnave

Il tentativo di fuga del re e della sua famiglia, sventata a Varennes, dimostrava, secondo la sinistra radicale, il tradimento della monarchia: i membri di tale orientamento ritenevano che, una volta accolto dalle truppe austriache e raggiunti i due fratelli emigrati (Luigi di Provenza e Carlo d'Artois), in concomitanza con la sollevazione dell'esercito guidato dai generali fedeli al monarca, Luigi XVI contasse di ristabilire il vecchio Regime. Marat, il 22 giugno, denunciò il complotto: «Questo re spergiuro, senza fede, senza pudore, senza rimorsi; questo monarca indegno del trono non è stato trattenuto dal timore di passare per un infame. La sete del potere assoluto che divora il suo cuore lo renderà tra breve un feroce assassino [...] la fuga della famiglia reale è stata preparata nascostamente dai traditori dell'Assemblea nazionale». Chiese la testa dei deputati conniventi, dei generali traditori - primo fra tutti La Fayette, che egli chiamava sprezzantemente Motier - invocò la nomina di «un tribuno militare, un dittatore supremo, che spazzi via i più noti traditori», e incitò il popolo ad armarsi.
Il 25 giugno Luigi XVI fu ricondotto a Parigi, scortato da una fila di soldati che teneva i fucili con le canne rivolte a terra, tra due ali di folla che osservava un silenzio impressionante, come si trattasse di un funerale. La maggioranza dell'Assemblea, costituita dai moderati «costituzionalisti» e dalla destra reazionaria, per evitare la crisi istituzionale finse di credere che la famiglia reale fosse stata rapita dal generale Bouillé, il responsabile della strage di Nancy, che era in realtà tra gli organizzatori della fuga del re ed era già fuggito all'estero. Ma i cordiglieri e parte dei giacobini raccolsero firme per chiedere la fine della monarchia e l'instaurazione della repubblica: la manifestazione, tenuta nel Campo di Marte il 17 luglio, finì in tragedia, con la Guardia nazionale che uccise molte decine di repubblicani su ordine del loro comandante in capo La Fayette e dell'allora sindaco di Parigi, Jean-Sylvain Bailly, che aveva ricevuto l'ordine di proclamare la legge marziale dall'assemblea costituente. Seguì la repressione, gli arresti e la chiusura dei circoli e dei giornali di opposizione: Danton riparò in Inghilterra, Desmoulins fuggì a Marsiglia, Robespierre e Marat si nascosero a Parigi. Marat, in particolare, osteggiato dalla guardia nazionale a seguito del massacro del Campo di Marte, si nascose temporaneamente nelle fogne di Parigi, dove il malsano ambiente gli aggravò ulteriormente la sua malattia alla pelle; dopodiché si riparò nuovamente a Londra, continuando le sue costanti cure dermali casalinghe nella sua famosa vasca in rame rosso.
Il 1º gennaio 1792 Marat stese una verbale promessa di matrimonio con la sua compagna Simonne Evrard
Parigi 1 gennaio 1792

J-P Marat l’amico del popolo.»
Nei mesi seguenti Marat sposò Simonne Evrard (nota in seguito come Madame Marat) con una cerimonia simbolica non riconosciuta legalmente.
Nel Journal de La Montagne, un certo cittadino Guirault scrive il 23 luglio 1793: «Marat, che non credeva ad una vana cerimonia sull’impegno del matrimonio, tuttavia non volendo allarmare il pudore della cittadina Evrard, la chiamò in un bel giorno alla finestra della sua camera; stringendo la sua mano in quella della sua fidanzata, inchinati entrambi davanti all'Essere supremo, "Nel vasto tempio della natura", disse lui, "prendo a testimonianza della fedeltà eterna che giuro a te, il creatore che ci ascolta"».

### La guerra e la caduta della monarchia (1792)

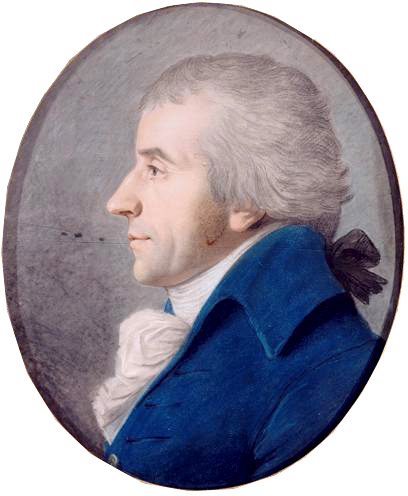
Jacques Pierre Brissot

Dopo la ratifica della Costituzione, avvenuta il 9 settembre, vi era stata l'elezione della nuova Assemblea Legislativa, che il 1º ottobre 1791 aveva preso il posto della vecchia Assemblea Costituente. Era un'assemblea complessivamente moderata, formata, a destra, da 274 Foglianti, nobili e borghesi possidenti che, conseguita l'abrogazione della giurisdizione feudale, intendevano che la politica francese procedesse senza ulteriori fratture con le residue forme istituzionali del passato regime: suoi personaggi di spicco erano Théodor de Lameth e Vincent de Vaublanc. Al centro, 345 costituzionalisti i quali, sostanzialmente moderati, oscillano a volte tra la destra e la sinistra, formata quest'ultima da 136 deputati, divisa nella parte moderata dei Giacobini di destra - i Girondini come Pierre Brissot e Maximin Isnard, - e i Giacobini di sinistra, che con i Cordiglieri formano la Montagna, l'estrema sinistra dell'Assemblea. Tra loro, vi erano Robert Lindet e Georges Couthon. Non c'era Robespierre, che non si era candidato, come a destra non c'era Antoine Barnave, divenuto confidente segreto del re e, già uomo forte del nuovo regime insieme con Adrien Duport e Alexandre Lameth, stava per essere scalzato dagli avvenimenti che precipitano.
Finita la repressione di luglio, Marat aveva ripreso la pubblicazione dell'Ami du peuple, ma per breve tempo: il 15 dicembre chiuse il giornale e per quattro mesi di lui si seppe poco. Conviveva con la modista Simone Evrard e frequentava il Club dei cordiglieri. Quando, il 12 aprile 1792, riprese le pubblicazioni, il re e il nuovo governo da lui voluto avevano già deciso di muovere guerra alle potenze feudali europee. Volevano la guerra i girondini, perché credevano di rafforzare la Rivoluzione eliminando il nemico controrivoluzionario all'interno e colpendo quello esterno, la voleva la borghesia finanziaria, imprenditoriale e commerciale, che prevedeva grandi affari con le forniture militari, così come la voleva Luigi XVI, convinto che la Francia sarebbe stata sconfitta e le armate austro-prussiane avrebbero ristabilito il vecchio regime. Nel maggio 1792, Marat lasciò in definitiva Londra e tornò a Parigi.

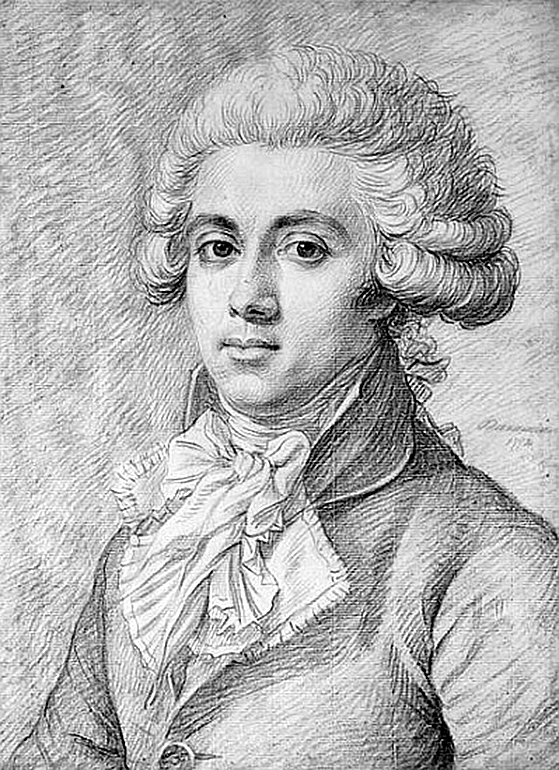
Pierre Vergniaud

Per Marat, si vuole la guerra «per distrarre la nazione dagli affari interni, occupandola negli affari esterni; farle dimenticare i dissensi intestini attraverso le notizie delle gazzette; dissipare i beni nazionali in preparativi militari, invece di usarli per rendere libero lo Stato e soccorrere il popolo; schiacciare lo Stato sotto il peso delle imposte e sgozzare i patrioti dell'esercito di linea e dell'esercito cittadino, portandoli al massacro con il pretesto di difendere le insegne dell'impero [...] Per impedire che questo sangue prezioso scorra, ho proposto cento volte un mezzo infallibile: tenere come ostaggi fra noi Luigi XVI, sua moglie, suo figlio, sua figlia, le sue sorelle, e di renderli responsabili degli avvenimenti».
Le sconfitte dell'esercito mostrarono le contraddizioni della politica girondina: diffidando dei generali aristocratici e della corte, doveva appellarsi al popolo, di cui però temeva le rivendicazioni. Marat, nuovamente minacciato d'arresto il 3 maggio, fu ancora costretto a nascondersi. Il 23 maggio Brissot e Vergniaud denunciarono il comitato austriaco che, sotto la regia di Maria Antonietta, tramava ai danni della nazione e, di fronte all'ostruzionismo del re che licenziava i ministri girondini e non firmava i decreti dell'Assemblea, e alle minacce di La Fayette di distruggere il movimento democratico, il 20 giugno organizzarono una giornata di protesta popolare. L'11 luglio fecero proclamare dall'Assemblea che la patria era in pericolo, mobilitando così le masse popolari, ma nello stesso tempo iniziarono trattative segrete con il re e si rifiutarono di approvare la proposta di istituire il suffragio universale.
Il manifesto del generale prussiano duca di Brunswick - chiesto dall'austriaca regina di Francia e scritto da un emigrato (o probabilmente dal conte svedese Hans Axel von Fersen) - fu conosciuto a Parigi il 1º agosto. Esso minacciava, in caso di «oltraggio» alla famiglia reale, di «vendetta esemplare e indimenticabile» e di «distruzione totale» di Parigi. Il 10 agosto il Comune di Parigi, di fronte alla pretesa girondina che il popolo si mobilitasse contro i nemici esterni e interni, senza che tuttavia gli fosse riconosciuto alcun diritto, si costituì in Comitato insurrezionale e ordinò un'ondata di arresti. Nella stessa giornata del 10 agosto 1792 i sanculotti attaccarono e conquistarono il palazzo delle Tuileries. Il re si rifugiò presso l'Assemblea legislativa, che fu costretta a dichiararlo decaduto, a chiuderlo nelle carceri del Temple e a votare la convocazione di una Convenzione eletta a suffragio universale che prepari una nuova Costituzione. Il 19 agosto La Fayette, il «generale politicante», fuggì all'estero consegnandosi agli austriaci.
Marat, in questo mutato clima politico, si ripresentò in pubblico chiedendo fondi governativi per poter pubblicare ancora il suo giornale, che tuttavia gli vennero negati dal ministro dell'Interno girondino Jean-Marie Roland: L'Ami du peuple fu così costretto a uscire irregolarmente.

### Deputato alla Convenzione (1792-1793)
(Jean-Paul Marat)
Il 2 settembre Marat fu chiamato a far parte del Comitato di controllo del Comune, formato da dieci membri, tra i quali François Louis Deforgues, Pierre-Jacques Duplain, Didier Jourdeuil, Jean-Théophile Leclerc, Étienne-Jean Panis e Antoine François Sergent. Quello stesso giorno giunse la notizia che i prussiani assediavano Verdun: la caduta della fortezza avrebbe aperto la strada per Parigi.

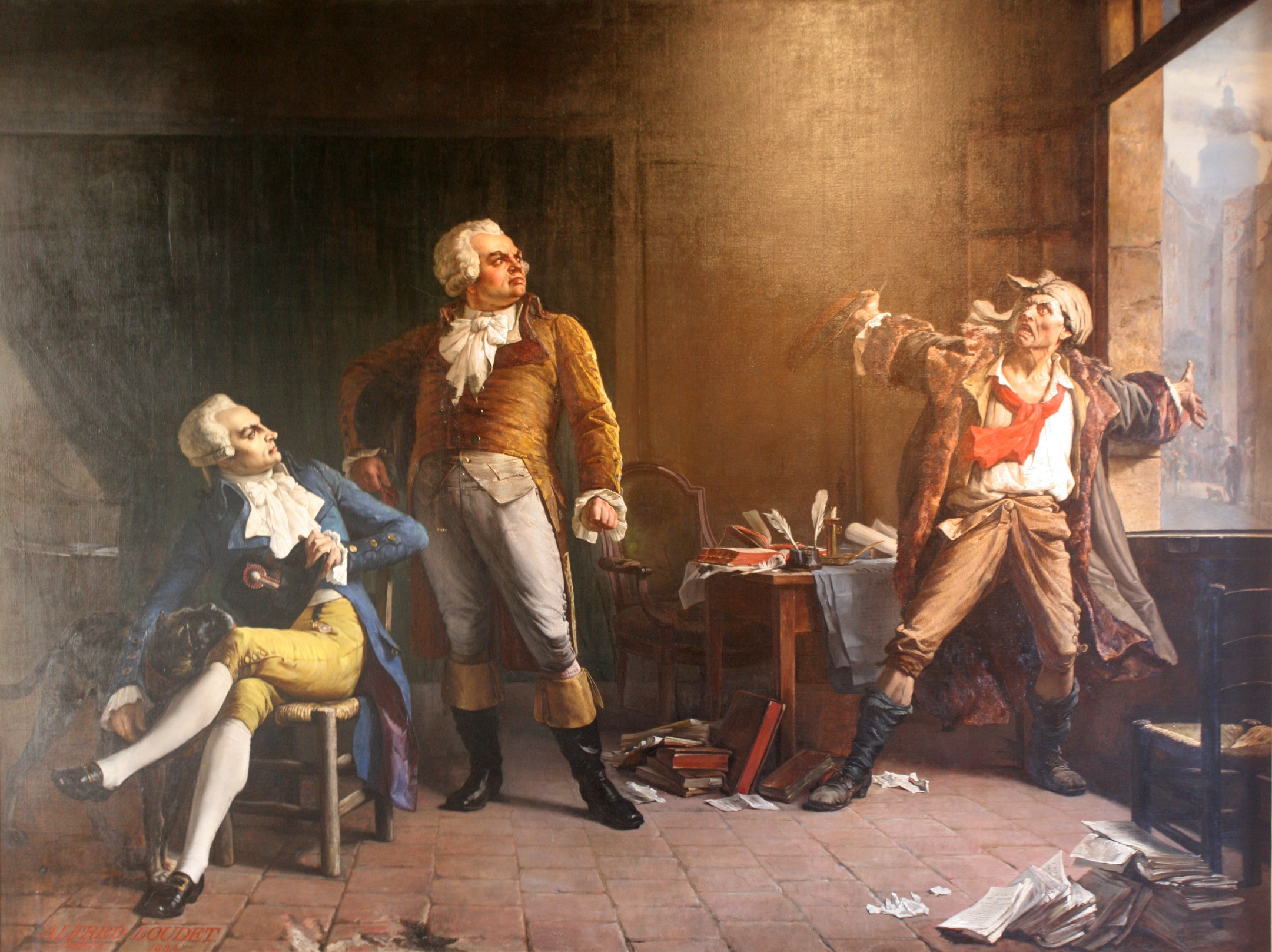
Robespierre, Danton e Marat in un dipinto del 1882

Il Comune proclamò «il nemico alle porte» e chiamò i parigini alle armi. Nel pomeriggio un gruppo di preti refrattari fu massacrato dagli stessi sorveglianti che li conducevano in carcere, poi le uccisioni indiscriminate proseguirono all'interno delle prigioni, all'Abbaye, alla Force, alla Conciergerie, allo Châtelet, ovunque. In cinque giorni di violenze, furono più di mille i morti a Parigi, e altre migliaia di detenuti furono uccisi in tutta la Francia e la maggior parte di loro era costituita non già da controrivoluzionari ma da detenuti per reati comuni.

La notte del 2 settembre il Comitato di controllo (sebbene non ci sia prova del coinvolgimento diretto o indiretto di Marat nell'ordine di giustiziare alcuno) aveva diffuso un comunicato nel quale appoggiava o quanto meno giustificava i massacri appena iniziati: «una parte dei feroci cospiratori detenuti nelle sue prigioni è stata messa a morte dal popolo; atti di giustizia che gli sono parsi indispensabili per trattenere col terrore le migliaia di traditori rintananti tra le sue mura, nel momento in cui bisogna marciare contro il nemico. Tutta la Nazione [...] si adopererà ad adottare questo strumento, così necessario, di salute pubblica [...] marciamo contro il nemico, ma non lasceremo dietro le spalle questi briganti pronti a sgozzare i nostri figli e le nostre donne». Queste parole riecheggiano la prima strofa de La Marsigliese.

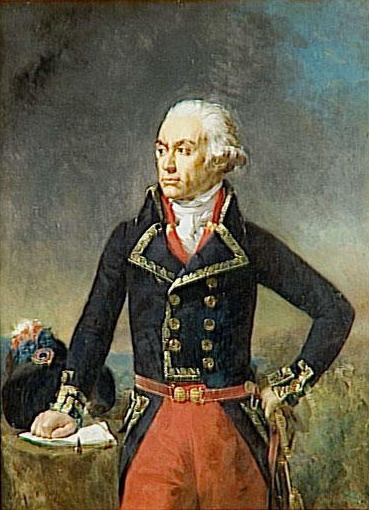
Jean Sébastien Rouillard, Il generale Dumouriez

Il 7 settembre si riunì il Dipartimento degli elettori parigini per scegliere, tra i candidati, i 24 deputati da mandare alla Convenzione: Marat fu il settimo eletto, dopo Robespierre, Danton (il quale per porre fine alla giustizia sommaria farà istituire il Tribunale rivoluzionario), Manuel, Billaud-Varenne, Collot d'Herbois e Desmoulins. Il 20 settembre andò a sedere tra i banchi dei 120 deputati della Montagna, i democratici più radicali dei 749 membri della Convenzione: gli altri si divisero tra i girondini, i più a destra dell'Assemblea, e i deputati della Pianura, o Palude, i quali sedevano al centro e oscillavano tra i due opposti schieramenti.
Il 20 settembre fu anche il giorno della battaglia di Valmy, dove il più addestrato e disciplinato esercito del mondo - quello prussiano comandato dal duca di Brunswick - si ritirò di fronte a un «esercito di sarti e ciabattini», facendo commentare a Goethe, che accompagnava a Valmy il duca di Sassonia-Weimar: «da questo giorno, da questo luogo, inizia una nuova era nella storia del mondo». Il giorno dopo Marat chiuse L'Ami du peuple, forse consapevole che la sua dignità di deputato non si accordava più con un giornale così popolare e di parte, e il 25 settembre ne aprì uno nuovo, il Journal de la République Française. Il titolo era solenne, ma l'indirizzo politico, tanto per la scelta istituzionale, quanto per quella sociale, era inequivocabile, evidenziato dal motto impresso sotto il titolo: «Ut redeat miseris, abeat fortuna superbis», la fortuna si allontani dai superbi per tornare ai miseri.
Quel giorno i Girondini, in Convenzione, attaccarono il Comune di Parigi, accusandolo di volere favorire la dittatura dei capi della Montagna. Dopo che Danton e Robespierre respinsero le accuse, dalla tribuna Marat si assunse la responsabilità di aver proposto pubblicamente, sul suo giornale, che un dittatore assumesse i pieni poteri per schiacciare i traditori della Rivoluzione: «se questa opinione è riprovevole, io sono il solo colpevole, se è criminale, è solo sulla mia testa che io chiamo la vendetta della nazione». Rivendica la sua povertà e il suo disinteresse: «se avessi voluto mettere un prezzo al mio silenzio, sarei satollo d'oro, e invece sono povero; non ho mai chiesto pensioni né impieghi; per meglio servire la patria ho affrontato la miseria». E concluse: «Codardi calunniatori, è forse questa la condotta di un uomo ambizioso?». Il 21 settembre 1792, su proposta di Collot d'Herbois la Convenzione vota per la decadenza del re e la nascita della repubblica.

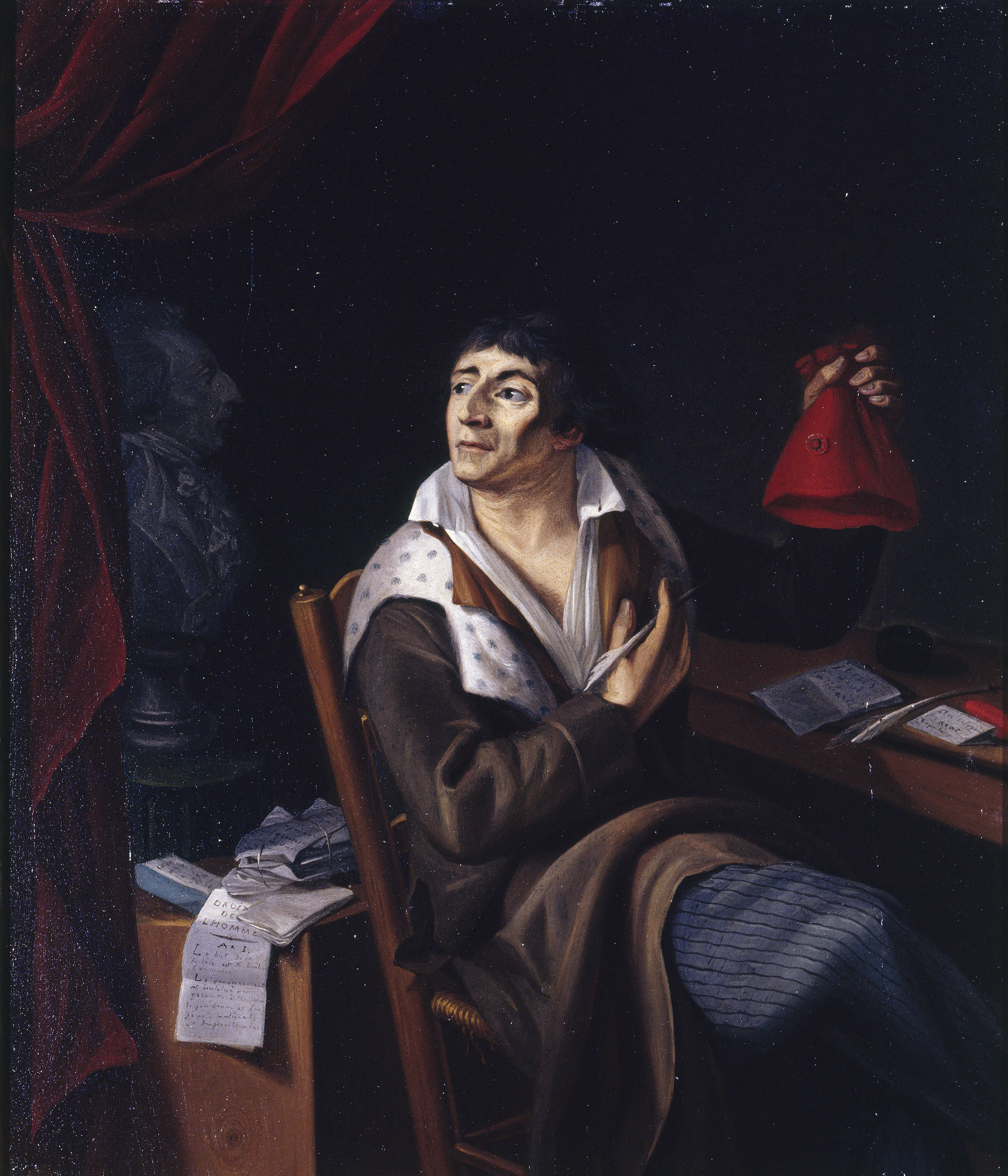
Marat nel 1793

Alla fine di settembre alcuni volontari francesi al fronte uccisero quattro disertori prussiani. Vennero imprigionati e incriminati per ordine del generale Dumouriez, il comandante delle armate del Nord, che Marat considerava da tempo, e a ragione, un traditore.
Venuto a scoprire che i quattro disertori non erano prussiani ma emigrati francesi, Marat andò a chiedere spiegazioni al generale mentre questi partecipava a un ricevimento mondano offerto dal grande attore Talma. Dopo un breve e concitato colloquio, durante il quale fece comprendere a Dumouriez i propri sospetti, Marat lasciò la sala e l'attrice Louise Dugazon si affrettò a spargere profumo di muschio per «purificare l'ambiente». Il 18 ottobre Marat chiede alla Convenzione l'incriminazione di Dumouriez: la richiesta fu respinta, ma i volontari vennero rilasciati.

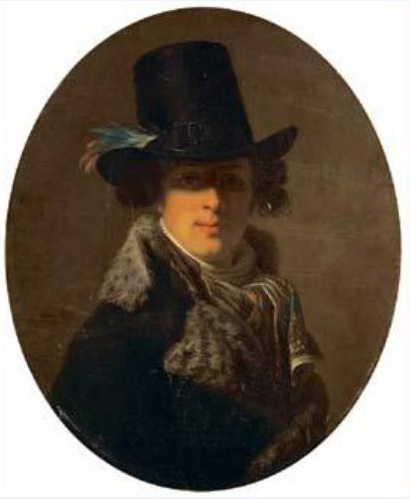
Charles Barbaroux

Alla Convenzione Marat dovette subire continui attacchi da parte dei Girondini. Il deputato Barbaroux lo accusò di sobillare i battaglioni che transitavano a Parigi diretti al fronte - Marat aveva denunciato la disparità di trattamento nell'alloggiamento delle truppe - e il minaccioso risentimento di un reggimento di dragoni, da lui accusati di circondarsi di «cocchieri e di scrocconi», alla fine d'ottobre gli consigliò di nascondersi per qualche tempo.
In apparente contraddizione con le opinioni espresse in tempi anteriori, il 20 novembre pubblicò sul Journal un articolo nel quale sosteneva che la libertà, in generale, non poteva essere concessa a tutti: «io non sono di quelli che reclamano l'indefinita libertà delle opinioni». E distingueva: i moderati, in nome di un astratto principio, con il pretesto della libertà di pensiero, «vogliono che sia lasciata ai nemici della Rivoluzione la possibilità di fomentare contrasti», o pretendono, in nome della libertà di spostarsi ove si voglia, che «si lasci loro la libertà di andare a cospirare all'estero». La libertà, per Marat, deve essere illimitata solo per «i veri amici della patria».

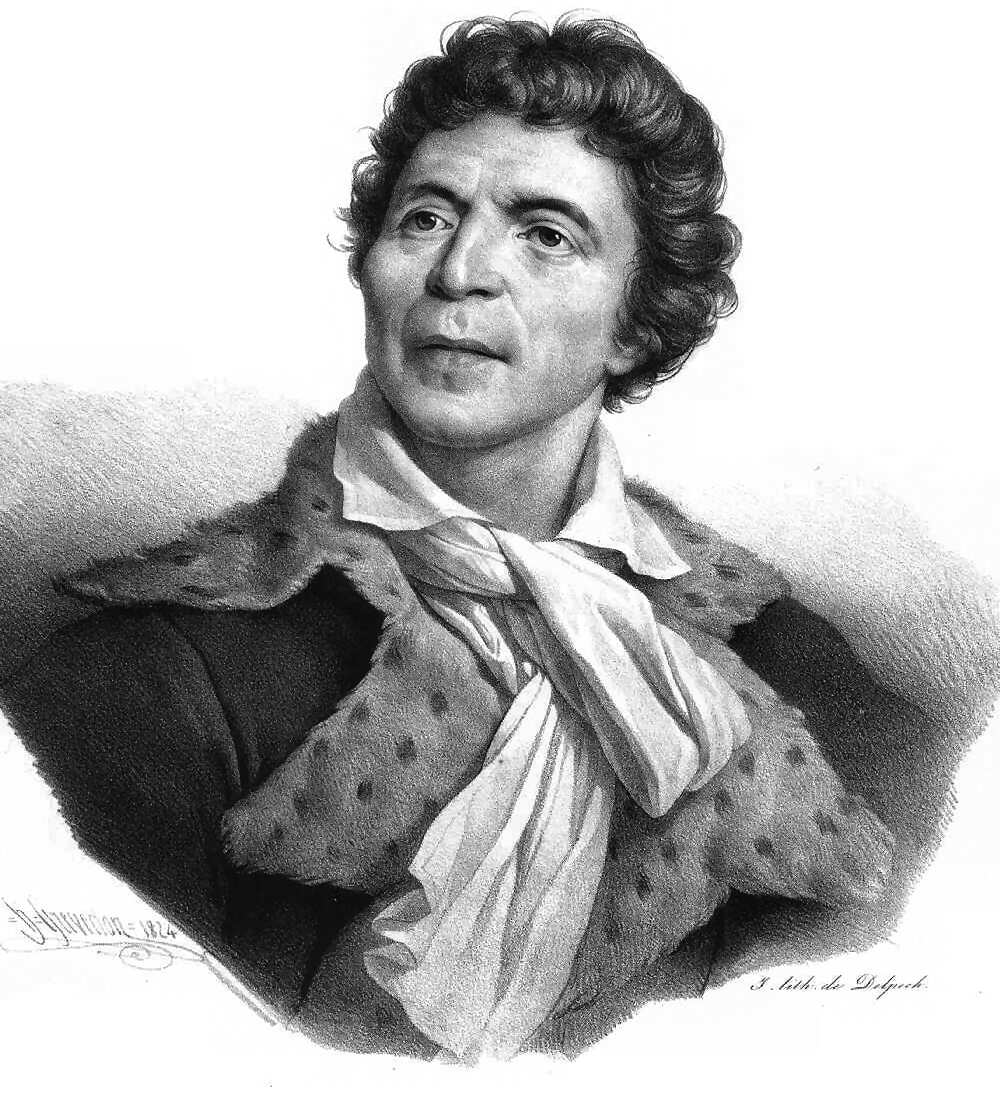
Stampa raffigurante Marat, litografia di H. Grévedon (1824), dal ritratto di Boze

Il 20 novembre 1792 è anche il giorno nel quale venne scoperto, nella residenza reale delle Tuileries, l'armadio di ferro contenente i documenti segreti di Luigi XVI che dimostravano le trattative intercorse con il nemico. Fu la stessa Convenzione a processare il re: respinti i tentativi di rinvio e di appello al popolo dei girondini, i deputati all'unanimità riconobbero il re colpevole di tradimento e 384 contro 334 meritevole della condanna a morte. Quel 17 gennaio 1793 Marat espresse il suo voto: «Profondamente convinto che Luigi è il principale autore dei misfatti che hanno fatto scorrere tanto sangue il 10 agosto e di tutti i massacri che hanno ferito la Francia dalla rivoluzione in poi, voto per la morte del tiranno». Il re fu ghigliottinato il 21 gennaio.
Le difficoltà economiche si facevano sentire in Francia: gran parte delle risorse erano impiegate per rifornire l'esercito e, benché il raccolto fosse stato abbondante, il pane, il cui prezzo saliva costantemente, scarseggiava a Parigi perché i contadini, che non intendevano essere pagati con assegnati svalutati, preferivano mantenere la farina nei granai. Il ministro dell'economia Roland si dimise, mentre gli Arrabbiati invocavano tassazioni delle rendite, requisizioni e punizioni esemplari per accaparratori e speculatori. Marat scrisse, il 25 febbraio 1793, che «i capitalisti, gli aggiotatori, i monopolisti, i mercanti di lusso, i legulei, gli ex-nobili, sono tutti sostenitori del vecchio regime [...] non dobbiamo trovare strano che il popolo, spinto dalla disperazione, si faccia giustizia da solo [...] il saccheggio di qualche magazzino alle cui porte saranno appesi gli accaparratori metterà fine alle malversazioni». Proprio quella mattina a Parigi vennero saccheggiate diverse panetterie e Marat fu accusato in Convenzione di incitare all'odio e al disordine. Dalla tribuna Marat, sventolando la sua laurea in medicina, rispose ironicamente di ritenere pazzi tutti i Girondini.
Se l'economia andava male, peggio andava la guerra: il generale Dumouriez il 18 marzo fu battuto - o si fece battere - a Neerwinden, e il 21 fu sconfitto a Lovanio. Quando il 26 marzo Danton, che era stato inviato dalla Convenzione da Dumouriez, ritornò a Parigi, Marat accusò nel Club giacobino tanto lui che il generale di tradimento. Aveva torto su Danton (perlomeno in quell'occasione) ma ragione su Dumouriez, che passò al nemico il 5 aprile, fuggendo in Austria assieme al duca di Chartres, unendosi agli eserciti avversari: quello stesso giorno Marat venne eletto presidente del Club dei Giacobini.
Nella primavera nel 1793, Marat salvò dal linciaggio la rivoluzionaria ex radicale divenuta moderata, Théroigne de Méricourt, aggredita dalle tricoteuses giacobine e marattiste, e forse da alcune Repubblicane Rivoluzionarie, mentre arringava il pubblico dalla terrazza dei Foglianti invitando alla moderazione. Curata da lui in qualità di medico, Théroigne sopravvisse, ma in seguito, accusata in quanto amante dell'hebertista Stanislas-Marie Maillard, fu dichiarata impazzita per l'aggressione o la sifilide nel 1794, e fu internata infine in manicomio.

#### Il processo, l'assoluzione e la fine dei Girondini

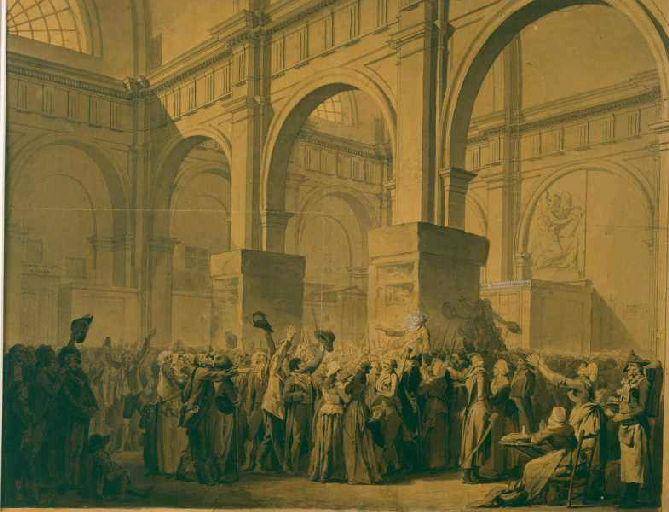
Louis-Léopold Boilly, Il trionfo di Marat

Intanto, un appello al popolo, circolante per Parigi a firma di Marat - egli sostenne, senza convincere nessuno, di averlo firmato senza leggerlo - chiamava alle armi i repubblicani per arrestare tutti i nemici della rivoluzione e sterminare «senza pietà tutti i realisti, tutti i cospiratori». 
L'appello riecheggiava un articolo dell'Ami du peuple del 1790:
I girondini colsero l'occasione per chiedere l'incriminazione di Marat per istigazione all'insurrezione. Marat, come suo costume, il 12 aprile si nascose, mentre la Convenzione votò la richiesta di rinvio del deputato al Tribunale rivoluzionario. Tutta la Montagna fu solidale con lui ma l'Assemblea votò il suo rinvio a giudizio.
Marat si consegnò alle carceri dell'Abbaye il 22 aprile e il 24 iniziò il processo. L'aula del Tribunale era affollatissima da parigini che stavano tutti dalla parte dell'accusato; la pubblica accusa era sostenuta da un uomo che sarà molto temuto durante il Terrore, Antoine Quentin Fouquier-Tinville, ma che ora chiese l'assoluzione dell'imputato. Del resto le accuse non avevano reale consistenza: i girondini avevano cercato di imbastire un processo politico per colpire, attraverso Marat, tutta la Montagna. Dopo aver voluto, essi soli, trascinare la Francia in una guerra che poteva distruggere la Rivoluzione, cercare di salvare un re colpevole agli occhi di tutta la nazione, difendere fino all'ultimo un generale traditore, subivano con questo processo, un'ennesima sconfitta politica. Marat, assolto, fu portato in trionfo da una folla di decine di migliaia di persone.
Mentre la Vandea era in rivolta, la crisi della Gironda precipitò: le sezioni di Parigi chiesero l'arresto di 22 deputati girondini, compresi i capi Brissot e Vergniaud. Questi reagirono, chiedendo lo scioglimento della Comune di Parigi e la nomina di una commissione di 12 membri per indagare sull'attività dei comunardi, accusati di sobillare i cittadini alla rivolta. Marat fece sua la proposta e la sostenne in Convenzione assieme ai deputati della Montagna. Le Tuileries - il palazzo reale che ospitava, nella sala delle Macchine, l'assemblea dei deputati - furono circondate da migliaia di Guardie nazionali comandate da François Hanriot, deciso anti-girondino. Il 2 giugno la Convenzione votò l'arresto di 27 girondini: era la fine del partito della Gironda, ma anche l'inizio di rivolte nelle provincie dove quel partito raccoglieva molte adesioni.
Dal 3 giugno la sua malattia si aggravò. Marat non riuscì a seguire i lavori della Convenzione e si limitò a scrivere articoli sul suo nuovo giornale, Le Publiciste de la République Française, nei quali denunciava l'estremismo degli Arrabbiati, mentre il 12 luglio si scagliava contro i generali che non riuscivano ad aver ragione dei rivoltosi vandeani. Quel giorno ricevette la visita di un gruppo di giacobini, venuti a sincerarsi della sua salute: la malattia di Marat - riferirono - era «il troppo patriottismo racchiuso in un piccolo corpo».

### Assassinio per mano di Charlotte Corday

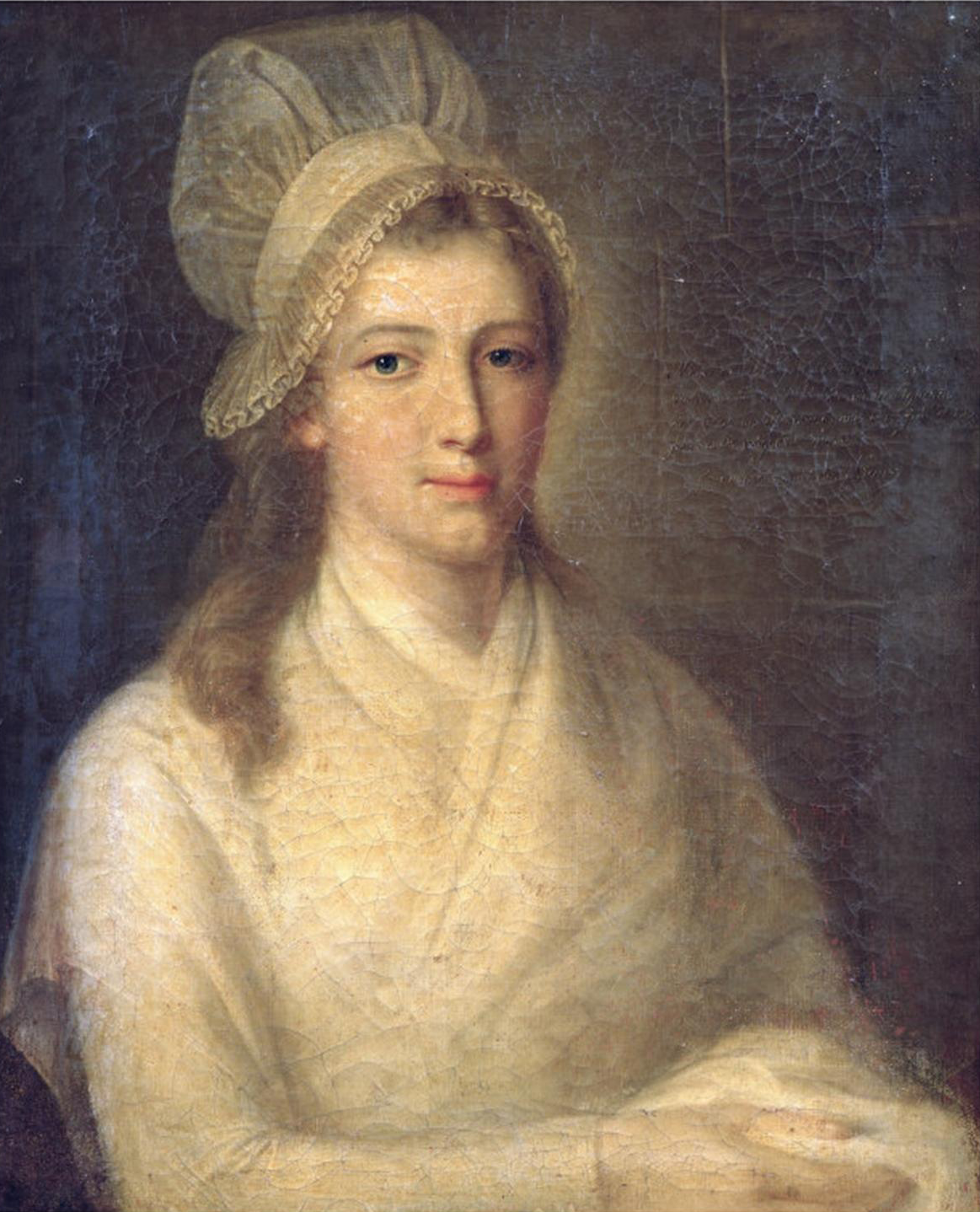
Charlotte Corday

Il 13 luglio 1793 giungeva a Parigi da Caen, in Normandia, dove era in corso una sollevazione anti-rivoluzionaria, la venticinquenne Charlotte Corday. Di famiglia realista e nobile, sorella di due emigrati, simpatizzava per girondini, i foglianti e la monarchia costituzionale. Dopo aver preso alloggio all'Hôtel de la Providence, andò a trovare il deputato girondino Claude Deperret. Gli consegnò una lettera di un altro deputato girondino suo amico, Charles Jean Marie Barbaroux, fuggito a Caen perché accusato da Robespierre di tradimento, e gli chiese di interessarsi al caso di una religiosa sua amica, già rifugiata in Svizzera e ora desiderosa di tornare in Normandia senza pericoli.
Il giorno dopo, senza aver concluso nulla, Charlotte scrisse a lungo nella sua camera d'albergo e l'indomani mattina, il 13 luglio (poi ricordato come 25 messidoro dell'anno I secondo il calendario rivoluzionario in vigore da ottobre), dopo aver acquistato un lungo coltello da cucina, dalla lama appuntita e sottile, si fece accompagnare da un vetturino in rue des Cordeliers, al numero 30 abitava «il cittadino Marat», e la portinaia, sapendo che egli era malato, rifiutò di far salire la Corday. Dopo aver riprovato inutilmente un'ora dopo, inviò per posta un biglietto a Marat, chiedendogli di essere urgentemente ricevuta: a Caen - scriveva - tramavano ai danni della Rivoluzione.
Nel tardo pomeriggio, evitata la portinaia, si presentò alla porta dell'alloggio di Marat, ma la sua compagna, Simone Évrard, e la sorella, Albertine, le impedirono di entrare. Sopraggiunta la portinaia, si accese una discussione: Charlotte gridava di voler parlare con «l'amico del popolo» e al rumore Marat, che aveva ricevuto e letto un secondo biglietto della Corday, acconsentì a riceverla.
Marat la ricevette nel bagno. Era sempre tormentato dalla misteriosa malattia che gli provocava un tormentoso prurito. L'uomo cercava di lenire il fastidio immergendosi nell'acqua tiepida all'interno della sua vasca in rame; vi stava seduto e vi emergeva dal busto alla testa, col resto del corpo in acqua e la copertura di un leggio, ottenendo così il triplice scopo di poter leggere, scrivere e ricevere decentemente gli eventuali ospiti. Tutto l'ambiente era molto modesto: a fianco, una cassetta di legno per tavolino, a terra lettere, fogli, giornali, gli avanzi della cena; su una parete era attaccata una carta geografica della Francia.

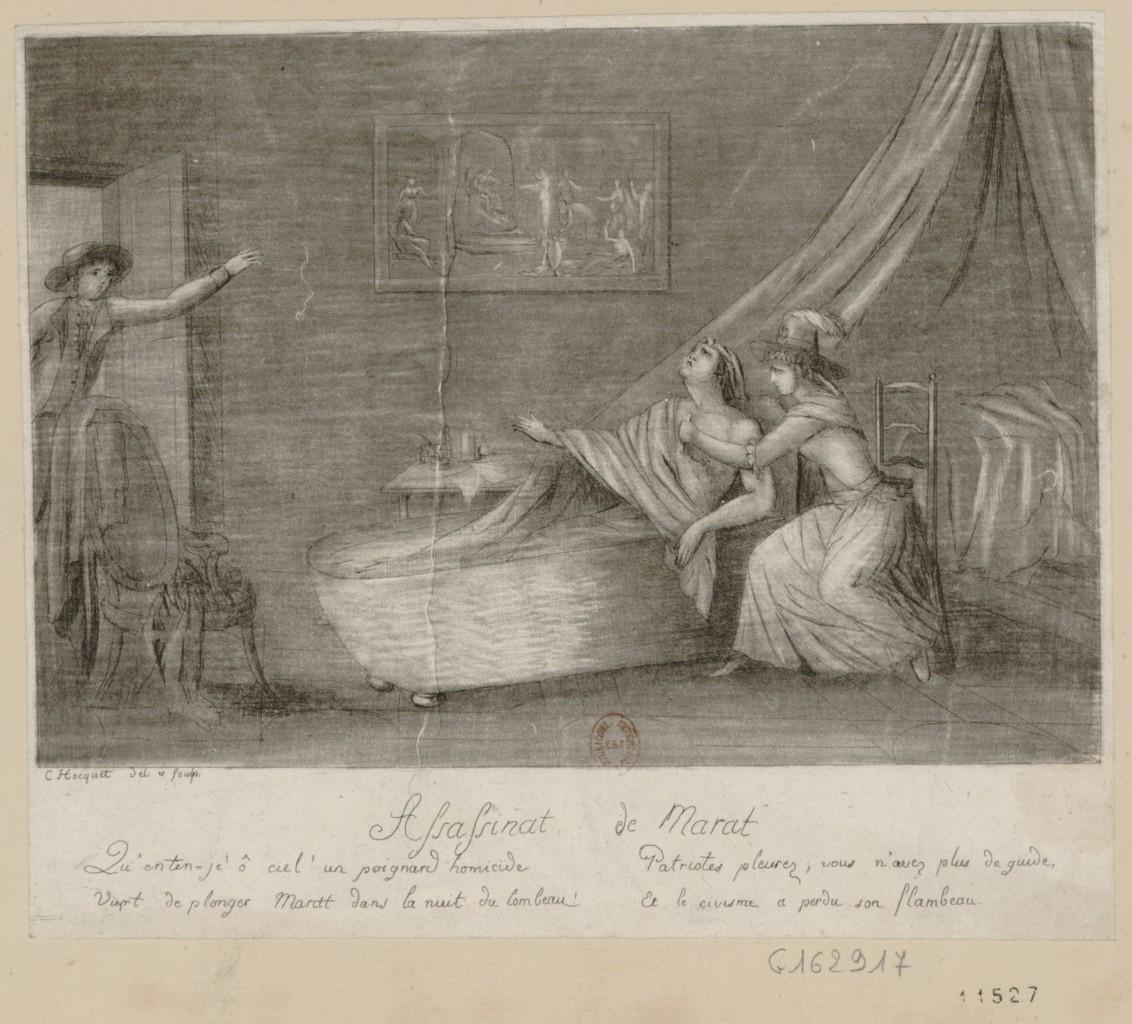
Ricostruzione dell'omicidio in una stampa del 1793

Il colloquio fu breve: Charlotte riferì che Caen era in mano ai controrivoluzionari che si organizzavano per marciare contro Parigi ed erano una minaccia per la patria. Ma Marat era già informato e sapeva che la Rivoluzione aveva preso le contromisure, inviando sue forze armate in Normandia: perciò la congedò. Secondo alcune ricostruzioni la Corday lo pugnalò allora in pieno petto, secondo altre gli andò alle spalle, estrasse l'arma e gli vibrò una coltellata con estrema forza dall'alto in basso, sotto la clavicola. Comunque, la pugnalata gli recise l'aorta e la carotide, penetrando fino al polmone destro. Poi ritirò il coltello grondante di sangue dal corpo della vittima e lo lasciò cadere ai suoi piedi. Le ultime parole di Marat furono "Aidez-moi, ma chère amie!", cioè «Aiutami, mia cara amica!» gridate alla compagna Simonne. L'«Amico del popolo» ebbe appena il tempo di gridare aiuto: subito accorsero Laurent Bas, l'incaricato delle spedizioni del giornale di Marat, che colpì ed immobilizzò Charlotte, mentre la compagna Simonne cercava di fermare l'imponente emorragia; si chiamava per un medico ma non c'era niente da fare. Marat perse quasi subito conoscenza e morì per dissanguamento nel giro di pochi minuti.

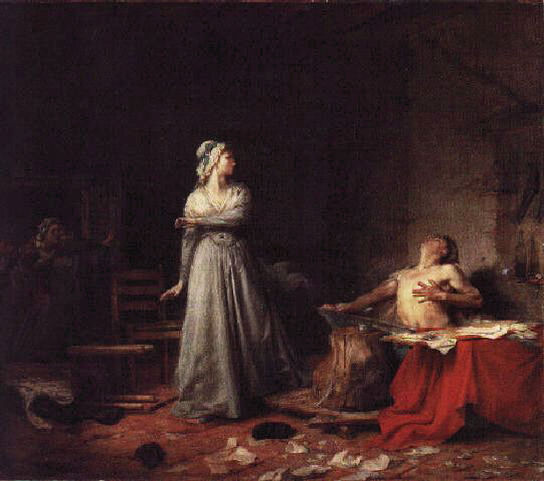
Santiago Rebull, La morte di Marat, pugnalato da Charlotte Corday

In breve la casa si riempì di persone. Sulla strada premeva una folla che s'ingrossava sempre di più, perché la notizia si era sparsa per tutta Parigi. Charlotte Corday, che dopo l'omicidio apparve assente a se stessa, venne sottratta al linciaggio solo perché si sperava di ottenere da lei i nomi dei mandanti e dei complici, che tuttavia non esistevano. Venne trascinata via e rinchiusa nella prigione dell'Abbaye; in tribunale non apparve affatto pentita del delitto commesso (sostenendo di aver dovuto uccidere un uomo per salvarne migliaia) e, dopo un sommario processo, la corte la condannerà alla ghigliottina quattro giorni dopo, il 17 luglio.

### Funerali e "apoteosi" di Marat

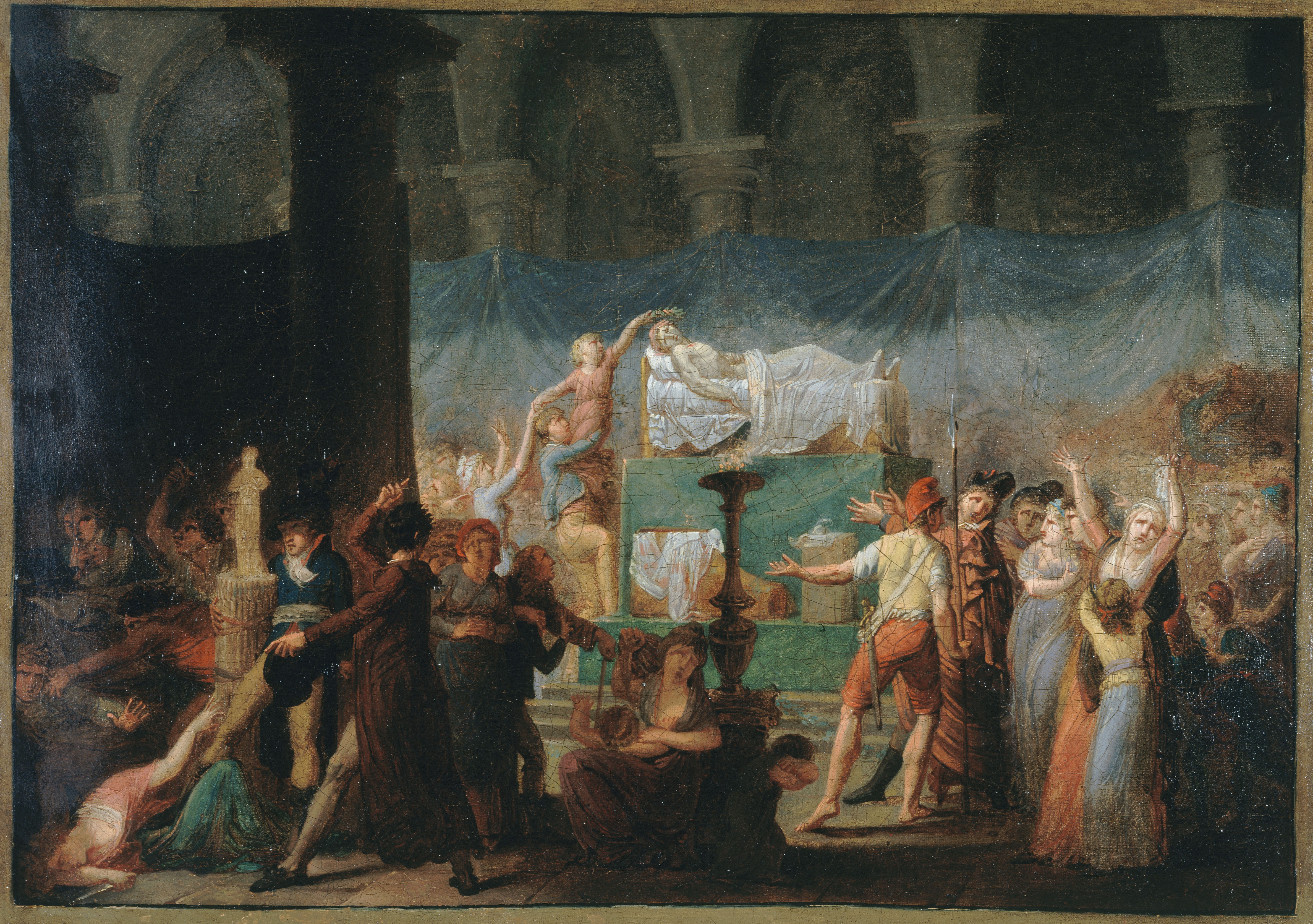
I funerali di Marat. Nell'angolo a sinistra, a terra, viene simbolicamente raffigurata Charlotte Corday

Il 14 luglio venne fatta l'autopsia: il cuore di Marat venne asportato dal corpo, imbalsamato e posto in un'urna di pietra, che venne consegnata al Club dei Cordiglieri, che la appenderanno alla volta della sala delle riunioni, mentre la sua vasca in rame venne collocata sull'altare come fosse un crocifisso durante il suo funerale; Robespierre lodò l'urna fornendo una solenne orazione ai funerali di Marat. Il pittore David fu incaricato di allestire grandiose cerimonie in suo onore, con l'esposizione pubblica del corpo di Marat. Tuttavia, per il caldo molto intenso e per l'opposizione di Robespierre, le cerimonie saranno limitate ai soli funerali. Martedì 16 luglio 1793 un impressionante corteo si avviò alle 18 da rue des Cordeliers, passò per rue de Thionville, il Pont-Neuf, il quai de la Ferraille, risalendo fino al Teatro della Comédie-Française per concludersi nuovamente al Club dei Cordiglieri, dove il cadavere di Marat venne inumato nell'adiacente cimitero oggi non più esistente. Un sanculotto tenne l'orazione funebre, mentre per tutta la notte un'immensa fiumana di popolo continuò a sfilare alla luce delle torce.

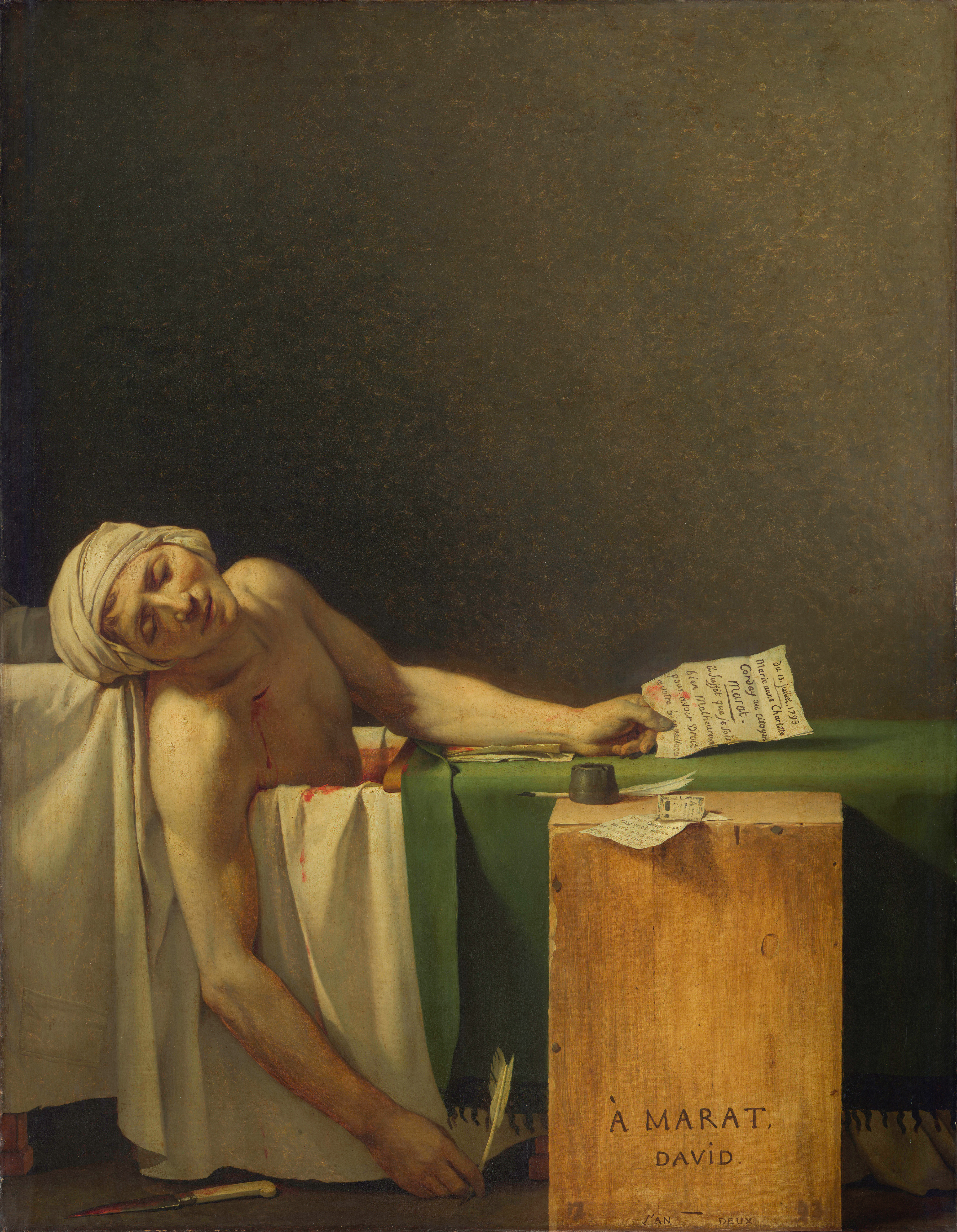
David, La morte di Marat

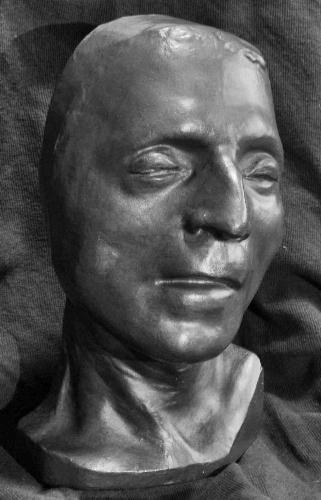
Una delle maschere mortuarie di Marat

L'8 agosto Simonne Evrard intervenne alla tribuna della Convenzione con un discorso in onore di Marat, dove disconobbe gli autodefiniti marattisti come Jacques Roux (in vita già attaccato da Marat stesso, e suo ex amico) ed Hébert.
La Convenzione commissionò a David un quadro che ricordasse Marat e fosse esposto per sempre nella sala dell'Assemblea. L'opera di David, realizzata per ottobre 1793, è un capolavoro di realismo e di astrazione insieme. L'immagine del rivoluzionario richiama sottilmente il Cristo, la vittima per eccellenza della tradizione, e qui Marat, rappresentato nella sua semplice povertà di uomo che aveva donato i suoi averi (questo tratto fu molto presente nel culto agiografico di Marat), circondato dalle «reliquie» della sua «passione» - il coltello del sacrificio, la penna d'oca in mano, la lettera del tradimento stretta ancora, l'assegnato da spedire a una cittadina in miseria - è la «vittima laica» della Rivoluzione, il «martire della libertà» e della nuova civiltà che egli ha contribuito a creare e a difendere.
Dopo la reazione termidoriana (27-28 luglio 1794, 9 e 10 termidoro anno II secondo il calendario rivoluzionario francese), che provocò la caduta del regime giacobino, Marat continuò per un periodo a essere venerato. Il 5 settembre 1794 venne deciso di trasferire la tomba in luogo più consono: il 21 settembre la salma di Marat venne quindi riesumata dal cimitero del Convento dei Cordiglieri e solennemente traslata nel Panthéon di Parigi, dove già riposavano i corpi di Voltaire, Cartesio, Mirabeau e Lepeletier (deputato assassinato da un monarchico realista il 20 gennaio 1793); contemporaneamente Mirabeau fu rimosso per i suoi rapporti ambigui con la monarchia documentati nell'armadio di ferro scoperto nel 1792. Durante la cerimonia funebre furono letti diversi discorsi celebrativi, tra cui uno scritto (Discorso ai Mani di Marat) per l'occasione dal marchese de Sade, il famoso scrittore libertino a quel tempo delegato della Convenzione. Nel periodo della campagna di scristianizzazione, busti di Marat erano collocati spesso sugli altari delle chiese sconsacrate.

### Rimozione dal Pantheon nel periodo termidoriano
In seguito, un decreto dei nuovi governanti stabilì nel 1795 che nessun cittadino potesse essere sepolto né la sua immagine esposta in un edificio pubblico prima che fossero trascorsi dieci anni dalla morte. L'8 febbraio 1795 la sua bara fu riesumata e Marat fu quindi rimosso dal sepolcro su decreto della Convenzione termidoriana.

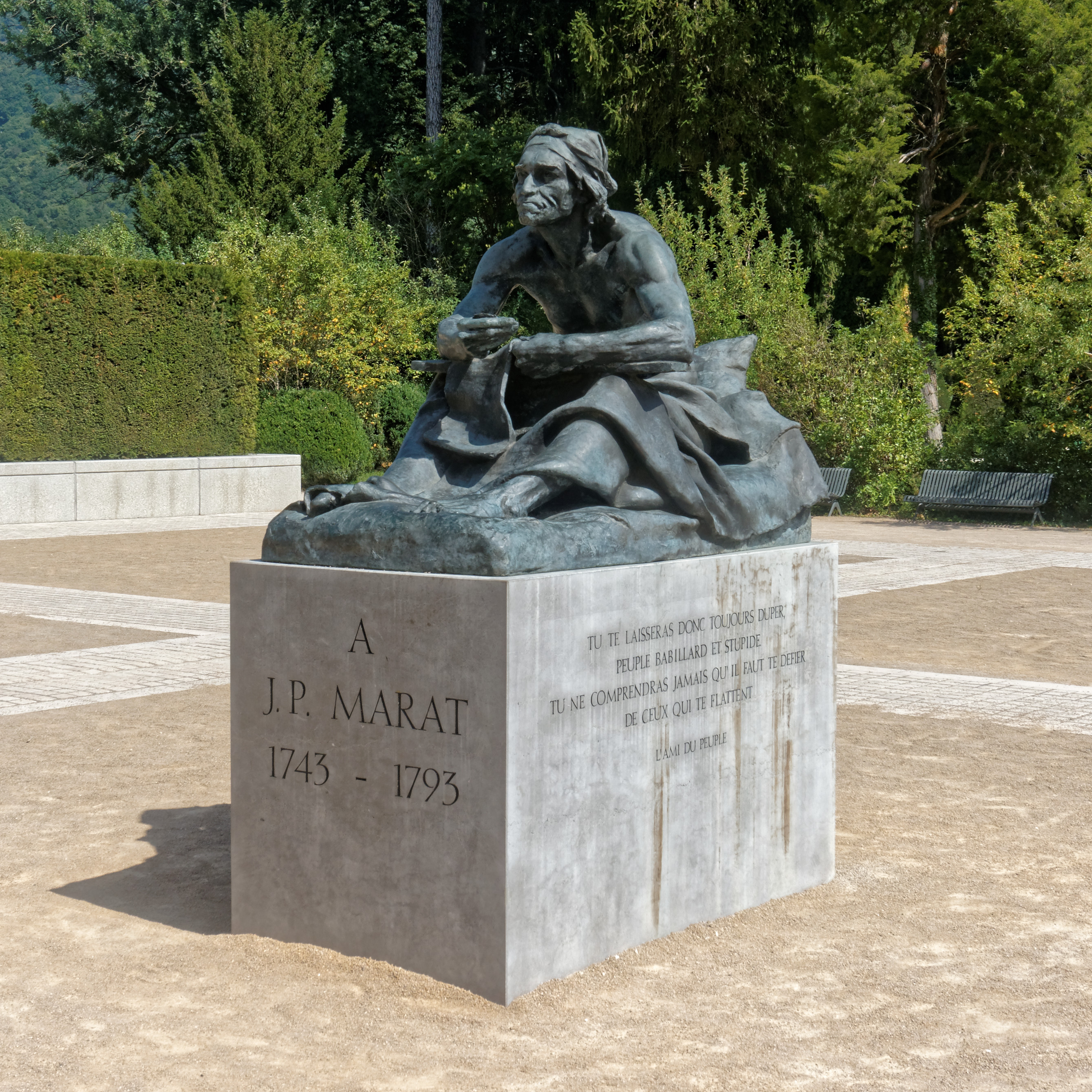
Statua di Marat allo château de Vizille

Il dipinto venne restituito al pittore David e, secondo la tradizione, il 26 febbraio 1795 il corpo di Marat sarebbe stato sepolto in una tomba anonima del Cimitero di Sainte-Geneviève, un cimitero di Parigi ai tempi sito vicino alla Chiesa di Saint-Étienne-du-Mont, in seguito distrutto nel corso dell'Ottocento. Secondo un'altra versione, che venne raccolta anche dal celebre scrittore Victor Hugo riprendendo Chateaubriand (che detestava il rivoluzionario), sul cadavere di Marat si sarebbe esercitata la vendetta dei muscadins, la jeunesse dorée della capitale composta da bande di giovani controrivoluzionari termidoriani di simpatie monarchiche, che avrebbero gettato nottetempo i suoi resti nelle fogne di Parigi. La reale sorte del corpo e dell'urna con il cuore del rivoluzionario rimane un mistero non chiarito. Si ritiene che comunque almeno una parte dei resti sia rimasta sepolta in una sepoltura senza nome.

## Omaggi
Nonostante la rimozione della tomba, Marat è ricordato al Pantheon nel gruppo scultoreo dell'altare della Convenzione. Esistono diverse Rue Marat in Francia. In Italia, a Ruvo di Puglia, esiste una via Jean-Paul Marat.

## Nella cultura di massa
- Mort de Marat, cortometraggio del 1897 diretto da Georges Hatot.
- Marat è stato interpretato dall'attore e drammaturgo Antonin Artaud nel film Napoleone (1927) di Abel Gance, e dall'attore italiano Vittorio Mezzogiorno nella miniserie televisiva La rivoluzione francese (1989).
- Edvard Munch ha rivisitato in chiave moderna, erotica e psicoanalitica la morte di Marat come raffigurata da David.

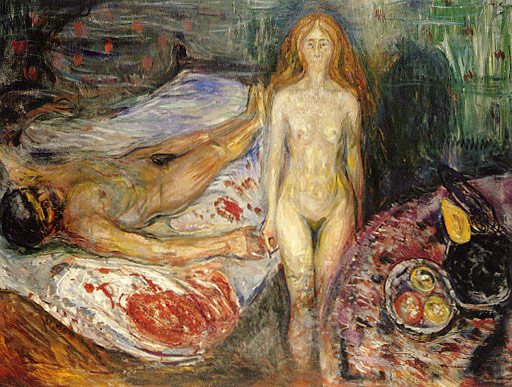
E. Munch, La morte di Marat, 1907

- La persecuzione e l'assassinio di Jean-Paul Marat, rappresentato dalla compagnia filodrammatica dell'ospizio di Charenton sotto la guida del marchese de Sade è un'opera teatrale in due atti di Peter Weiss scritta nel 1964. Da quella data, l'autore ne ha redatte quattro versioni. Il lungo titolo è ricordato spesso come La persecuzione e l'assassinio di Jean-Paul Marat o, ancora più frequentemente, come Marat/Sade. Ne è stato tratto un omonimo film.

### Esplicative
1. ↑  Si è ipotizzato che l'affezione misteriosa di Marat consistesse nel linfoma di Hodgkin; vista la lunga sopravvivenza (al tempo non vi erano cure) poco compatibile con un tumore, sono state proposte anche diverse soluzioni come cirrosi biliare, scabbia, e altre ipotesi che comprendono disordine istiocitario proliferativo - ad esempio istiocitosi a cellule di Langerhans - sifilide secondaria, dermatite atopica, dermatite erpetiforme (la manifestazione cutanea della malattia celiaca), vasculite (sindrome di Behçet), diabete mellito di tipo 2, lebbra, psoriasi, pemfigoide bolloso
2. ↑  Non furono trovate tracce di sifilide, lebbra, tubercolosi (scrofolosi), candida, o scabbia.
3. ↑  La Malassezia restricta è anche spesso più aggressiva nei pazienti con malattia di Crohn (cfr. Quel legame tra il fungo Malassezia e la malattia di Crohn), una cui manifestazione cutanea è a sua volta la presenza di eritema nodoso e del grave pioderma gangrenoso, che creano ulcere cutanee, ma non è dato sapere se Marat ne fosse affetto.

### Fonti
1. ↑  Citato in introduzione a: J.-P. Marat, Teoria dell'insurrezione, Grano Edizioni, 2016, raccolta di scritti, pagina 26
2. ↑   Le origini sarde di Jean-Paul Marat - Biblioteca Multimediale di San Gavino "Faustino Onnis", su www.bibliotecadisangavino.net. URL consultato il 18 ottobre 2024.
3. ↑  G. Walter, Marat, p. 7.
4. ↑  Lettera del 15 novembre 1775 a F.-S. Ostervald, Archives de la Société typographique de Neuchâtel.
5. ↑  Le notizie sulla famiglia di Jean-Paul Marat si trovano in J. Massin, Marat, Aix-en-Provence, 1988
6. ↑  Uno studio sul fallimento di quelle spedizioni scientifiche fu fatto da Johann Franz Encke: Der Venusdurchgang von 1769 als Fortsetzung der Abhandlung ueber die Entfernung der Sonne von der Erde, Gotha, 1824.
7. ↑  Con la quale avrebbe avuto una relazione, secondo i Mémoires di Pierre Brissot, 1829-1832
8. ↑  Les aventures du jeune comte Potowski. Un roman du coeur par Marat, l'Ami du Peuple, Paris, 1848
9. ↑  Cfr. Les aventures, cit., p. 37.
10. ↑  Les aventures, cit., pp. 72-76.
11. ↑  Les aventures, cit., pp. 39-41.
12. ↑  Il saggio uscì ad Amsterdam nel 1776 nell'originale francese e con il nome dell'autore: De l'homme, ou des principes et des lois de l'influence de l'âme, par J.-P. Marat, 3 voll., in 12º, à Amsterdam, chez Marc Michel Rey, 1775-1776.
13. ↑  Non è noto di quale incarico si trattasse.
14. ↑  De l'homme, cit., pp. XXIII-XXVI.
15. ↑  Les chaînes de l'esclavage, par J.-P. Marat, «l'Ami du peuple», in-8º, Paris, l'an I de la République.
16. ↑  Les chaînes de l'esclavage, cit., pp. 25-26.
17. ↑  Les chaînes de l'esclavage, cit., pp. 96-98.
18. ↑  Les chaînes de l'esclavage, cit., p. 186.
19. ↑  Les chaînes de l'esclavage, cit., p. 228.
20. ↑  Appaltatori di imposte e di crediti.
21. ↑  Poliziotti spagnoli dell'epoca.
22. ↑  Les chaînes de l'esclavage, cit., pp. 77-78.
23. ↑  Les chaînes de l'esclavage, cit., p. 142.
24. ↑  Ritrovato e messo in vendita all'asta nel 1906 à l’Hôtel Drouot a Parigi.
25. ↑  (FR)  "La Loge maçonnique des Neuf Soeurs", in: Giacometti-Ravenne, Le symbole retrouvé, Parigi, 2011, p. 41.
26. ↑  G. Gaudenzi, R. Satolli, Jean-Paul Marat. Scienziato e rivoluzionario, 1989, p. 60: «un professionista con solide basi, molto aggiornato su tutto ciò che di nuovo si va tentando, capace di osservazioni originali e di intuizioni terapeutiche brillanti».
27. ↑  Plan de législation criminelle, pp. 16-19.
28. ↑  Plan de législation criminelle, pp. 11-15.
29. ↑  (FR)  Marat, J.-P., Recherches physiques sur le feu, Paris, France: Cl. Ant. Jombert, 1780.
30. ↑  G. Gaudenzi, R. Satolli, cit., p. 97.
31. 1 2 3 4  Covadonga Coto-Segura, BA; Pablo Coto-Segura, MD, PhD; Jorge Santos-Juanes, MD, PhD, The Skin of a Revolutionary
32. ↑  Corrado Lavini, Medicina ed arti figurative: due mondi affascinanti, un rapporto profondo e complesso, Athena, 2009, p. 201
33. ↑  Jean Massin, Marat (rééd. Alinéa 1988), p. 277.
34. ↑  Howard Fischer, Another look at the medical problems of Jean-Paul Marat: searching for a unitary diagnosis
35. ↑  Augustin Cabanès, “Quelle Était la Maladie de Marat?” J Maladies Cutanées et Syphilitiques, 4 (1894): 125-128.
36. ↑  The fascination of Marat's skin affliction
37. ↑  Metagenomic analysis of a blood stain from the French revolutionary Jean-Paul Marat (1743–1793)
38. ↑  Sciences. Deux cents ans après, le sang de Marat explique pourquoi il vivait dans sa baignoire
39. ↑  Jacques Louis David e la dermatosi di Marat
40. ↑  FIRST ENCOUNTER: When Charlotte Corday met Jean-Paul Marat
41. ↑  G. Gaudenzi, R. Satolli, cit., p. 150.
42. ↑  Offrande à la patrie, p. 32.
43. ↑  Offrande à la patrie, pp. 11-12.
44. ↑  Supplément, pp. IX-X.
45. ↑  Pubblicato ne L'Ami du peuple del 21 settembre 1789.
46. 1 2 3  Simonne Evrard
47. ↑  L'esercito di linea è il tradizionale esercito del re, mentre l'esercito cittadino è quello formato dai volontari.
48. ↑  L'Ami du peuple, 19 aprile 1792.
49. ↑  A. Soboul, La rivoluzione francese, 1974, p. 193.
50. ↑  In G. Gaudenzi e R. Satolli, cit., p. 329.
51. ↑  Dumouriez, che già intratteneva segreti rapporti con gli austro-prussiani, passò al nemico nel marzo 1793.
52. ↑  Louise Fusil, Souvenirs d'une actrice, Paris, Dumont 1841.
53. ↑  In G. Gaudenzi, C. Satolli, cit., p. 370.
54. 1 2 3 4 5  Jean Massin, Marat, rééd. Alinéa, 1988, p. 289-291.
55. ↑  Jean Massin, Marat, rééd. Alinéa, 1988, p. 291.
56. ↑   Roberto Palmarocchi, MARAT, Jean-Paul, in Enciclopedia Italiana, Roma, Treccani, 1934. URL consultato il 22 ottobre 2016 (archiviato dall'url originale il 23 ottobre 2016).
57. ↑  Régis Michel, David l’art et le politique, 1989, p. 85.
58. ↑  Raimond Jean, Un retrato del marqués de Sade. El placer y la desmesura, Editorial Gedisa, Barcelona, 2000, ISBN 84-7432-767-9, pp. 222–223.
59. ↑  Le Correspondant, LXXI, 1867.
60. ↑  M. Vovelle, Jean-Paul Marat, in AA. VV., Dictionnaire historique de la Rèvolution française, 2006, p. 712.

### Edizioni degli scritti
- Jean-Paul Marat, Œuvres Politiques 1789-1793, 10 voll., a cura di Jacques De Cock e di Charlotte Goëtz, Bruxelles, Editions Pôle Nord, 1989-1995

### Traduzioni italiane
- Jean-Paul Marat, L'amico del popolo, a cura di Celestino Spada, Roma, Editori Riuniti, 1968.
- Jean-Paul Marat, Invettive, Milano, M&B Publishing, 1997

### Studi
- Mémoires de Brissot, Paris, Ladvocat et Montrol, 1830-1832
- Alfred Bougeart, L'Ami du peuple, Paris, Librairie Internationale, 1865
- François Chèvremont, Jean-Paul Marat: esprit politique, accompagné de sa vie scientifique, politique et privée, Paris, chez l'auteur, 1880
- Augustin Cabanès, Marat inconnu, Paris, Léon Genonceaux, 1891
- Louis Gottschalk, A Study of Radicalism, New-York, London, 1927
- Gérard Walter, Marat, Paris, Albin Michel, 1933
- Charlez Reber, Un homme cherche la liberté: Jean-Paul Marat, Boudry-Neuchâtel, Editions A la Baconnière, 1950
- Jean Massin, Marat, Paris, Club français du livre, 1960
- Albert Soboul, Marat, Roma-Milano, CEI, 1967
- Albert Soboul, La rivoluzione francese, Roma, Newton Compton Editori, 1974
- Charles Gillispie, Il criterio dell'oggettività, Bologna, Il Mulino, 1981
- La Mort de Marat, a cura di Jean-Claude Bonnet, Paris, Flammarion, 1986 ISBN 2-08-211526-7
- Ernest Kriwanec, Jean-Paul Marat: fremd unter Fremden, Wien, Karolinger, 1986 ISBN 3-85418-027-6
- Jacques Guilhaumou, 1793. La mort de Marat, Bruxelles, Complexe, 1989 ISBN 2-87027-276-6
- Giuseppe Gaudenzi, Roberto Satolli, Jean-Paul Marat. Scienziato e rivoluzionario, Milano, Mursia, 1989 ISBN 88-425-0199-9
- Ian Germani, Jean-Paul Marat: hero and anti-hero of the French Revolution, Lewiston, Mellen, 1992 ISBN 0-7734-9505-3
- Olivier Coquard, Marat, Paris, Fayard, 1993 ISBN 2-213-03066-9
- Jean-Bernard Lemaire, Jean-François Lemaire, Jean-Pierre Poirier, Marat, homme de science?, Le Plessis-Robinson, Synthélabo, 1993
- Charlotte Goëtz, Marat en famille: la saga des Marat, 2 voll, Bruxelles, Editions Pôle Nord, "Chantiers Marat 7-8", 2001
- Charlotte Goëtz, Plume de Marat - Plumes sur Marat, 2 voll., Bruxelles, Editions Pôle Nord, "Chantiers Marat 9-10", 2006
- Stefania Di Pasquale, Madame Marat. Una vita eroica nella tormenta della Rivoluzione Francese, Mreditori, 2021